# Struktura i działacze Prawa i Sprawiedliwości

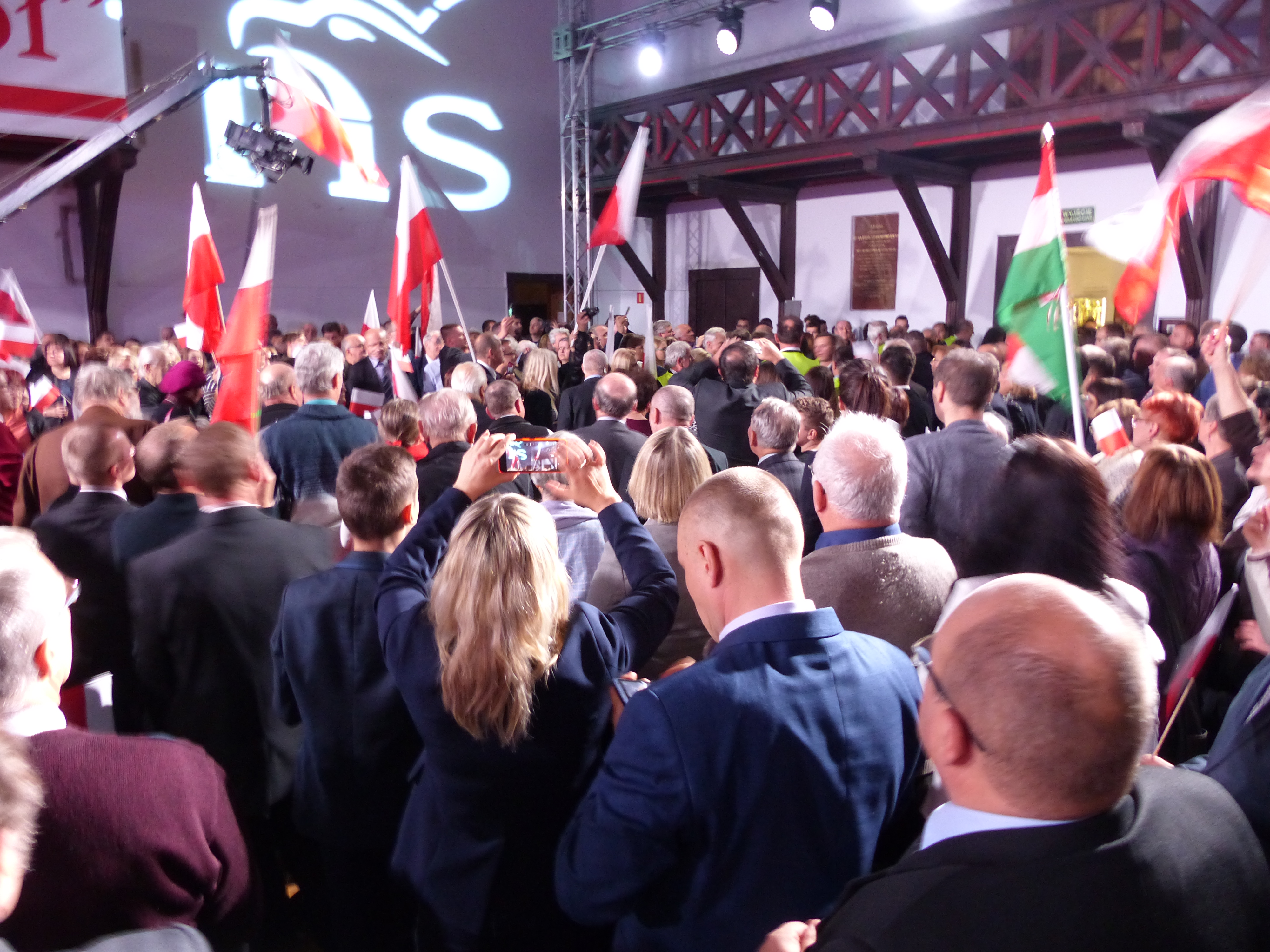
Działacze PiS w Krakowie podczas obchodów Narodowego Święta Niepodległości (2016)

Struktura i działacze polskiej partii politycznej Prawo i Sprawiedliwość.
Struktura PiS nie odbiega znacząco od innych polskich partii politycznych. W skład władz krajowych partii wchodzą 4 organy: Prezydium partii, Rada Polityczna, Komitet Polityczny oraz Komitet Wykonawczy.
Organizacją młodzieżową partii jest Forum Młodych PiS.

## Warunki przyjęcia do Prawa i Sprawiedliwości
Zgodnie ze statutem członkiem PiS może być każda osoba, która posiada obywatelstwo polskie, ukończyła 18 lat, akceptuje zasady ideowe oraz program PiS, zobowiązuje się do przestrzegania statutu i uchwał władz PiS, a także korzysta w pełni z praw publicznych.

## Władze Prawa i Sprawiedliwości

### Komitet Polityczny PiS
Prezes:
- Jarosław Kaczyński

Wiceprezesi:
- Mariusz Błaszczak (przewodniczący Komitetu Wykonawczego i Klubu Parlamentarnego)
- Tobiasz Bocheński
- Joachim Brudziński
- Przemysław Czarnek
- Patryk Jaki
- Anna Krupka
- Antoni Macierewicz
- Mateusz Morawiecki
- Beata Szydło
- Elżbieta Witek
- Zbigniew Ziobro

Sekretarz generalny:
- Piotr Milowański

Skarbnik:
- Henryk Kowalczyk

Rzecznik dyscypliny partyjnej:
- Karol Karski

Pozostali członkowie:
- Andrzej Adamczyk
- Marek Ast
- Barbara Bartuś
- Adam Bielan
- Rafał Bochenek
- Zbigniew Bogucki
- Joanna Borowiak
- Anita Czerwińska
- Przemysław Drabek
- Jan Dziedziczak
- Piotr Gliński
- Marek Gróbarczyk
- Stanisław Karczewski
- Beata Kempa
- Janusz Kowalski
- Leonard Krasulski
- Marek Kuchciński
- Ewa Leniart
- Joanna Lichocka
- Krzysztof Lipiec
- Marzena Machałek
- Ewa Malik
- Aleksander Mrówczyński
- Anna Paluch
- Marek Pęk
- Zbigniew Rau
- Jacek Sasin
- Marek Suski
- Wojciech Szarama
- Andrzej Śliwka
- Krzysztof Tchórzewski
- Ryszard Terlecki
- Marek Wesoły
- Michał Woś
- Michał Wójcik
- Bartłomiej Wróblewski
- Jarosław Zieliński
- Tomasz Zieliński

Prezes i wiceprezesi partii tworzą prezydium.

### Komisja Etyki
Przewodnicząca:
- Elżbieta Witek

Pozostali członkowie:
- Andrzej Adamczyk
- Marek Ast
- Cezary Jurkiewicz
- Stanisław Karczewski
- Zdzisław Sipiera

### Rzecznik prasowy
- Rafał Bochenek

### Prezesi Prawa i Sprawiedliwości
- Lech Kaczyński – od 29 maja 2001 do 18 stycznia 2003
- Jarosław Kaczyński – od 18 stycznia 2003

#### Honorowy prezes PiS
- Lech Kaczyński – od 18 stycznia 2003 do 3 czerwca 2006 (zrezygnował po wyborze na prezydenta RP)

### Wiceprezesi PiS
Byli:
- Ludwik Dorn – od 29 maja 2001 do 5 listopada 2007
- Adam Lipiński – od 29 maja 2001 do 3 listopada 2020
- Marek Jurek – od 2 czerwca 2002 do 14 kwietnia 2007
- Kazimierz Michał Ujazdowski – od 2 czerwca 2002 do 5 listopada 2007
- Paweł Zalewski – od 11 maja 2007 do 5 lipca 2007 i od 5 października 2007 do 5 listopada 2007
- Aleksandra Natalli-Świat – od 12 stycznia 2008 do 10 kwietnia 2010
- Marek Kuchciński – od 12 stycznia 2008 do 24 lipca 2010
- Przemysław Gosiewski – od 9 stycznia 2010 do 10 kwietnia 2010
- Mariusz Kamiński – od 26 listopada 2011 do 28 czerwca 2025
- Michał Wójcik (p.o.) – od 12 października 2024 do 28 czerwca 2025

Aktualni:
- Beata Szydło – od 24 lipca 2010
- Antoni Macierewicz – od 23 listopada 2013
- Mariusz Błaszczak – od 11 września 2016
- Joachim Brudziński – od 11 września 2016
- Mateusz Morawiecki – od 4 lipca 2021
- Patryk Jaki – od 12 października 2024
- Elżbieta Witek – od 12 października 2024
- Zbigniew Ziobro – od 12 października 2024 (do 28 czerwca 2025 nie pełnił obowiązków), wcześniej od 12 stycznia 2008 do 4 listopada 2011
- Tobiasz Bocheński – od 28 czerwca 2025
- Przemysław Czarnek – od 28 czerwca 2025
- Anna Krupka – od 28 czerwca 2025

### Przewodniczący Zarządu Głównego PiS
- Jarosław Kaczyński – od 29 maja 2001 do 8 lipca 2006

### Sekretarze generalni PiS
- Joachim Brudziński – od 8 lipca 2006 do 12 stycznia 2008
- Jarosław Zieliński – od 12 stycznia 2008 do 10 października 2009
- Krzysztof Sobolewski – od 4 lipca 2021 do 25 października 2023
- Piotr Milowański – od 25 października 2023 (do 16 grudnia 2023 p.o.)

### Przewodniczący Komitetu Wykonawczego PiS
- Joachim Brudziński – od 10 października 2009 do 11 stycznia 2018
- Krzysztof Sobolewski – od 27 stycznia 2018 do 4 lipca 2021
- Mariusz Błaszczak – od 12 października 2024

### Skarbnicy PiS
- Stanisław Kostrzewski – od 29 maja 2001 do 25 lutego 2006
- Teresa Kostrzewska-Gorczyca – od 25 lutego 2006 do 10 października 2009
- Stanisław Kostrzewski – od 10 października 2009 do 13 września 2014
- Beata Szydło – od 13 września 2014 do 11 września 2016
- Teresa Schubert – od 11 września 2016 do 16 grudnia 2023
- Henryk Kowalczyk – od 16 grudnia 2023

### Klub Parlamentarny PiS
Przewodniczący:
- Kazimierz Marcinkiewicz – od 5 lipca 2001 do 5 października 2001
- Jarosław Kaczyński – od 5 października 2001 do 19 grudnia 2002
- Ludwik Dorn – od 19 grudnia 2002 do 3 listopada 2005
- Przemysław Gosiewski – od 3 listopada 2005 do 19 lipca 2006
- Marek Kuchciński – od 19 lipca 2006 do 13 listopada 2007
- Przemysław Gosiewski – od 13 listopada 2007 do 6 stycznia 2010
- Grażyna Gęsicka – od 6 stycznia 2010 do 10 kwietnia 2010
- Marek Kuchciński (p.o.) – od 10 kwietnia 2010 do 3 sierpnia 2010
- Mariusz Błaszczak – od 3 sierpnia 2010 do 11 listopada 2015
- Ryszard Terlecki – od 12 listopada 2015 do 12 listopada 2023
- Mariusz Błaszczak – od 13 listopada 2023

Aktualni wiceprzewodniczący:
- Barbara Bartuś (sekretarz)
- Michał Cieślak
- Stanisław Karczewski
- Marcin Ociepa
- Marek Suski
- Ryszard Terlecki

## Posłowie, senatorowie i eurodeputowani

### Posłowie naSejmX kadencji
| - Andrzej Adamczyk - Waldemar Andzel - Dorota Arciszewska-Mielewczyk - Iwona Arent - Marek Ast - Piotr Babinetz - Anna Baluch – od 19 grudnia 2023, zastąpiła Artura Sobonia - Ryszard Bartosik - Barbara Bartuś - Mariusz Błaszczak – szef klubu PiS - Rafał Bochenek - Jacek Bogucki - Joanna Borowiak - Kamil Bortniczuk - Bożena Borys-Szopa - Lidia Burzyńska - Zbigniew Chmielowiec - Artur Chojecki - Kazimierz Choma - Dominika Chorosińska - Tadeusz Chrzan - Anna Cicholska - Krzysztof Ciecióra (Stowarzyszenie „OdNowa RP”) - Janusz Cieszyński - Michał Cieślak - Krzysztof Czarnecki - Witold Czarnecki - Przemysław Czarnek - Arkadiusz Czartoryski - Lidia Czechak – od 26 czerwca 2024, zastąpiła Marlenę Maląg - Anita Czerwińska - Katarzyna Czochara - Władysław Dajczak - Anna Dąbrowska-Banaszek (Stowarzyszenie „OdNowa RP”) - Zbigniew Dolata - Bartłomiej Dorywalski - Przemysław Drabek - Elżbieta Duda - Jan Dziedziczak - Magdalena Filipek-Sobczak - Radosław Fogiel - Andrzej Gawron - Grzegorz Gaża - Anna Gembicka - Szymon Giżyński - Piotr Gliński - Małgorzata Golińska - Kazimierz Gołojuch - Robert Gontarz - Mariusz Gosek - Agnieszka Górska - Marcin Grabowski - Marek Gróbarczyk - Andrzej Gut-Mostowy (Stowarzyszenie „OdNowa RP”) - Kazimierz Gwiazdowski - Marcin Gwóźdź - Czesław Hoc - Zbigniew Hoffmann - Marcin Horała - Paweł Hreniak - Paweł Jabłoński - Norbert Kaczmarczyk - Filip Kaczyński - Jarosław Kaczyński - Piotr Kaleta - Sebastian Kaleta - Mariusz Kałużny - Jan Kanthak - Fryderyk Kapinos - Łukasz Kmita - Maria Koc - Andrzej Kosztowniak - Henryk Kowalczyk - Janusz Kowalski - Michał Kowalski – od 26 czerwca 2024, zastąpił Piotra Müllera - Bartosz Kownacki - Jarosław Krajewski – od 26 czerwca 2024, zastąpił Małgorzatę Gosiewską - Wiesław Krajewski - Leonard Krasulski - Piotr Król - Anna Krupka - Andrzej Kryj - Mariusz Krystian - Krzysztof Kubów - Marek Kuchciński - Wioletta Kulpa – od 28 czerwca 2024, zastąpiła Macieja Wąsika - Maria Kurowska - Władysław Kurowski - Zbigniew Kuźmiuk - Anna Kwiecień - Ewa Leniart - Joanna Lichocka - Krzysztof Lipiec | - Grzegorz Lorek - Sebastian Łukaszewicz - Marzena Machałek - Antoni Macierewicz - Grzegorz Macko – od 26 czerwca 2024, zastąpił Michała Dworczyka - Ewa Malik - Maciej Małecki - Dariusz Matecki - Jerzy Materna - Grzegorz Matusiak - Marek Matuszewski - Łukasz Mejza - Anna Milczanowska - Daniel Milewski - Mateusz Morawiecki - Jan Mosiński - Michał Moskal - Aleksander Mrówczyński - Marcin Ociepa (Stowarzyszenie „OdNowa RP”) - Jacek Osuch - Anna Paluch – od 26 czerwca 2024, zastąpiła Arkadiusza Mularczyka - Teresa Pamuła - Monika Pawłowska – od 6 marca 2024, zastąpiła Mariusza Kamińskiego - Bolesław Piecha - Grzegorz Piechowiak (Stowarzyszenie „OdNowa RP”) - Anna Pieczarka - Dariusz Piontkowski - Kacper Płażyński - Szymon Pogoda - Jerzy Polaczek - Piotr Polak - Marcin Porzucek - Grzegorz Puda - Zbigniew Rau - Marcin Romanowski - Rafał Romanowski – od 23 lipca 2024, zastąpił Jacka Ozdobę - Urszula Rusecka - Paweł Rychlik - Paweł Sałek - Jacek Sasin - Anna Schmidt - Łukasz Schreiber - Jarosław Sellin - Olga Semeniuk-Patkowska - Edward Siarka - Sławomir Skwarek - Kazimierz Smoliński - Krzysztof Sobolewski - Agnieszka Soin - Katarzyna Sójka - Mirosława Stachowiak-Różecka - Dariusz Stefaniuk - Marek Suski - Artur Szałabawka - Wojciech Szarama - Krzysztof Szczucki - Józefa Szczurek-Żelazko - Paweł Szrot - Stanisław Szwed - Szymon Szynkowski vel Sęk - Agnieszka Ścigaj (Stowarzyszenie „OdNowa RP”) - Andrzej Śliwka - Jacek Świat - Krzysztof Tchórzewski - Robert Telus - Ryszard Terlecki - Włodzimierz Tomaszewski – od 26 czerwca 2024, zastąpił Waldemara Budę - Sylwester Tułajew - Piotr Uruski - Piotr Uściński - Marcin Warchoł - Robert Warwas - Jan Warzecha - Małgorzata Wassermann - Rafał Weber - Marek Wesoły - Patryk Wicher - Jarosław Wieczorek - Teresa Wilk - Elżbieta Witek - Agnieszka Wojciechowska van Heukelom - Agata Wojtyszek - Michał Woś - Grzegorz Woźniak - Tadeusz Woźniak - Michał Wójcik - Bartłomiej Wróblewski - Jarosław Zieliński - Tomasz Zieliński - Zbigniew Ziobro - Wojciech Zubowski - Ireneusz Zyska |

Byli posłowie PiS w Sejmie X kadencji:
| - Jan Krzysztof Ardanowski – do 23 lipca 2024, przeszedł do koła Kukiz’15 - Adam Andruszkiewicz – do 7 sierpnia 2025, powołany na stanowisko sekretarza stanu i zastępcy szefa Kancelarii Prezydenta - Zbigniew Bogucki – do 7 sierpnia 2025, powołany na stanowisko szefa Kancelarii Prezydenta - Waldemar Buda – do 10 czerwca 2024, wybrany na posła do Parlamentu Europejskiego - Michał Dworczyk – do 10 czerwca 2024, wybrany na posła do Parlamentu Europejskiego - Małgorzata Gosiewska – do 10 czerwca 2024, wybrana na posła do Parlamentu Europejskiego - Mariusz Kamiński – do 20 grudnia 2023, utracił prawo wybieralności - Marlena Maląg – do 10 czerwca 2024, wybrana na posła do Parlamentu Europejskiego - Arkadiusz Mularczyk – do 10 czerwca 2024, wybrany na posła do Parlamentu Europejskiego - Piotr Müller – do 10 czerwca 2024, wybrany na posła do Parlamentu Europejskiego - Jacek Ozdoba (Suwerenna Polska) – do 10 czerwca 2024, wybrany na posła do Parlamentu Europejskiego - Marcin Przydacz – do 7 sierpnia 2025, powołany na stanowisko sekretarza stanu – szefa Biura Polityki Międzynarodowej w Kancelarii Prezydenta - Artur Soboń – do 6 grudnia 2023, powołany w skład zarządu Narodowego Banku Polskiego - Paweł Szefernaker – do 7 sierpnia 2025, powołany na stanowisko sekretarza stanu w Kancelarii Prezydenta i szef Gabinetu Prezydenta - Maciej Wąsik – do 20 grudnia 2023, utracił prawo wybieralności - Sławomir Zawiślak – do 4 czerwca 2025, przeszedł do Konfederacji Korony Polskiej |

### SenatorowieXI kadencji
| - Rafał Ambrozik - Włodzimierz Bernacki - Krzysztof Bieńkowski - Grzegorz Bierecki - Przemysław Błaszczyk - Anna Bogucka - Jerzy Chróścikowski - Grzegorz Czelej - Wiesław Dobkowski - Wiktor Durlak - Leszek Galemba - Stanisław Gogacz - Mieczysław Golba - Maciej Górski - Jan Hamerski - Józef Jodłowski - Andrzej Kalata | - Stanisław Karczewski - Marek Komorowski - Waldemar Kraska - Ryszard Majer - Robert Mamątow - Andrzej Pająk - Marek Pęk - Zdzisław Pupa - Jarosław Rusiecki - Janina Sagatowska - Michał Seweryński - Wojciech Skurkiewicz - Krzysztof Słoń - Aleksander Szwed - Kazimierz Wiatr - Jacek Włosowicz - Alicja Zając |

### Posłowie doParlamentu EuropejskiegoX kadencji
| - Adam Bielan - Tobiasz Bocheński - Joachim Brudziński - Waldemar Buda - Michał Dworczyk - Małgorzata Gosiewska - Patryk Jaki - Mariusz Kamiński - Marlena Maląg - Arkadiusz Mularczyk | - Piotr Müller - Daniel Obajtek - Jacek Ozdoba - Bogdan Rzońca - Beata Szydło - Dominik Tarczyński - Maciej Wąsik - Jadwiga Wiśniewska - Anna Zalewska - Kosma Złotowski |

Wszyscy posłowie wybrani z list PiS należą w Parlamencie Europejskim X kadencji do Europejskich Konserwatystów i Reformatorów.

### Posłowie doParlamentu EuropejskiegoIX kadencji
| - Adam Bielan - Joachim Brudziński - Ryszard Czarnecki - Anna Fotyga - Krzysztof Jurgiel - Karol Karski - Izabela Kloc - Joanna Kopcińska - Zdzisław Krasnodębski - Elżbieta Kruk - Ryszard Legutko – szef delegacji PiS - Beata Mazurek - Andżelika Możdżanowska | - Tomasz Poręba - Elżbieta Rafalska - Rafał Romanowski – od 29 listopada 2023, zastąpił Zbigniewa Kuźmiuka - Bogdan Rzońca - Jacek Saryusz-Wolski - Beata Szydło - Dominik Tarczyński – od 1 lutego 2020, w wyniku opuszczenia UE przez Wielką Brytanię - Grzegorz Tobiszowski - Witold Waszczykowski - Jadwiga Wiśniewska - Anna Zalewska - Kosma Złotowski |

Inny eurodeputowany PiS IX kadencji:
| - Zbigniew Kuźmiuk – do 18 października 2023, wybrany na posła na Sejm |

Z list PiS zostali wybrani także eurodeputowani Solidarnej Polski, następnie Suwerennej Polski (Patryk Jaki i Beata Kempa). Wszyscy posłowie wybrani z list PiS należeli w Parlamencie Europejskim IX kadencji do Europejskich Konserwatystów i Reformatorów.

### Posłowie naSejmIX kadencji
| - Andrzej Adamczyk – minister infrastruktury - Adam Andruszkiewicz – sekretarz stanu w Ministerstwie Cyfryzacji - Waldemar Andzel - Jan Krzysztof Ardanowski - Iwona Arent - Marek Ast - Zbigniew Babalski - Piotr Babinetz - Ryszard Bartosik – sekretarz stanu w Ministerstwie Rolnictwa i Rozwoju Wsi - Barbara Bartuś - Mieczysław Baszko (Partia Republikańska) - Dariusz Bąk - Mariusz Błaszczak – minister obrony narodowej - Rafał Bochenek - Joanna Borowiak - Kamil Bortniczuk (Partia Republikańska) – minister sportu i turystyki - Bożena Borys-Szopa - Waldemar Buda – minister rozwoju i technologii - Lidia Burzyńska - Zbigniew Chmielowiec - Kazimierz Choma - Dominika Chorosińska - Tadeusz Chrzan - Anna Cicholska - Michał Cieślak (Partia Republikańska) - Tadeusz Cymański - Krzysztof Czarnecki - Przemysław Czarnecki - Witold Czarnecki - Przemysław Czarnek – minister edukacji i nauki - Arkadiusz Czartoryski (Partia Republikańska) – sekretarz stanu w Ministerstwie Sportu i Turystyki - Anita Czerwińska – sekretarz stanu w Ministerstwie Rodziny i Polityki Społecznej - Katarzyna Czochara - Anna Dąbrowska-Banaszek (Stowarzyszenie „OdNowa RP”) - Leszek Dobrzyński - Zbigniew Dolata - Bartłomiej Dorywalski - Przemysław Drabek - Elżbieta Duda - Jan Duda - Marcin Duszek - Michał Dworczyk – minister-członek RM - Jan Dziedziczak – sekretarz stanu w KPRM - Barbara Dziuk - Jadwiga Emilewicz – sekretarz stanu w Ministerstwie Funduszy i Polityki Regionalnej - Ewa Filipiak - Radosław Fogiel - Leszek Galemba - Adam Gawęda - Andrzej Gawron - Grzegorz Gaża - Anna Gembicka – sekretarz stanu w Ministerstwie Rolnictwa i Rozwoju Wsi - Szymon Giżyński – sekretarz stanu w Ministerstwie Kultury i Dziedzictwa Narodowego - Teresa Glenc - Piotr Gliński – minister kultury i dziedzictwa narodowego, przewodniczący Komitetu do spraw Pożytku Publicznego i przewodniczący Komitetu Społecznego Rady Ministrów - Krzysztof Głuchowski – od 20 października 2022, zastąpił Gabrielę Masłowską - Małgorzata Golińska – sekretarz stanu w Ministerstwie Klimatu i Środowiska - Kazimierz Gołojuch - Jarosław Gonciarz - Robert Gontarz - Mariusz Gosek (Suwerenna Polska) – od 12 lutego 2020, zastąpił Dominika Tarczyńskiego - Małgorzata Gosiewska – wicemarszałek Sejmu - Agnieszka Górska - Maciej Górski - Marek Gróbarczyk – sekretarz stanu w Ministerstwie Infrastruktury - Andrzej Gut-Mostowy (Stowarzyszenie „OdNowa RP”) – sekretarz stanu w Ministerstwie Sportu i Turystyki - Kazimierz Gwiazdowski - Marcin Gwóźdź - Teresa Hałas - Czesław Hoc - Zbigniew Hoffmann – minister-członek RM - Marcin Horała – sekretarz stanu w Ministerstwie Funduszy i Polityki Regionalnej - Paweł Hreniak - Michał Jach - Małgorzata Janowska (Partia Republikańska) - Norbert Kaczmarczyk (Suwerenna Polska) - Filip Kaczyński - Jarosław Kaczyński – wiceprezes Rady Ministrów - Piotr Kaleta - Sebastian Kaleta (Suwerenna Polska) – sekretarz stanu w Ministerstwie Sprawiedliwości - Mariusz Kałużny (Suwerenna Polska) - Mariusz Kamiński – minister spraw wewnętrznych i administracji, minister-członek RM i koordynator służb specjalnych - Jan Kanthak (Suwerenna Polska) – sekretarz stanu w Ministerstwie Aktywów Państwowych - Fryderyk Kapinos - Lech Kołakowski (Partia Republikańska) – sekretarz stanu w Ministerstwie Rolnictwa i Rozwoju Wsi - Wojciech Kossakowski - Andrzej Kosztowniak - Henryk Kowalczyk – minister-członek RM - Leszek Kowalczyk – od 30 listopada 2022, zastąpił Jerzego Bieleckiego - Janusz Kowalski (Suwerenna Polska) – sekretarz stanu w Ministerstwie Rolnictwa i Rozwoju Wsi - Bartosz Kownacki - Ewa Kozanecka - Krzysztof Kozik - Jarosław Krajewski - Wiesław Krajewski - Leonard Krasulski - Piotr Król - Anna Krupka – sekretarz stanu w Ministerstwie Sportu i Turystyki - Andrzej Kryj - Marta Kubiak - Krzysztof Kubów – sekretarz stanu w KPRM i szef gabinetu politycznego Prezesa Rady Ministrów - Marek Kuchciński – minister-członek RM oraz szef KPRM - Iwona Kurowska – od 12 kwietnia 2023, zastąpiła Marka Zagórskiego - Maria Kurowska (Suwerenna Polska) - Władysław Kurowski - Jacek Kurzępa – od 22 stycznia 2020, zastąpił Władysława Dajczaka - Anna Kwiecień - Marek Kwitek - Tomasz Latos - Joanna Lichocka - Krzysztof Lipiec - Paweł Lisiecki - Grzegorz Lorek - Aleksandra Łapiak (Suwerenna Polska) - Tomasz Ławniczak - Marzena Machałek – sekretarz stanu w Ministerstwie Edukacji i Nauki - Antoni Macierewicz - Marlena Maląg – minister rodziny i polityki społecznej - Ewa Malik - Jerzy Małecki - Maciej Małecki – sekretarz stanu w Ministerstwie Aktywów Państwowych - Jerzy Materna - Beata Mateusiak-Pielucha - Grzegorz Matusiak - Marek Matuszewski - Kazimierz Matuszny - Anna Milczanowska - Daniel Milewski - Mateusz Morawiecki – prezes Rady Ministrów - Jan Mosiński - Kazimierz Moskal - Aleksander Mrówczyński - Arkadiusz Mularczyk – sekretarz stanu w Ministerstwie Spraw Zagranicznych - Piotr Müller – sekretarz stanu w KPRM i rzecznik prasowy rządu - Wojciech Murdzek (Stowarzyszenie „OdNowa RP”) – sekretarz stanu w Ministerstwie Edukacji i Nauki - Danuta Nowicka - Marcin Ociepa (Stowarzyszenie „OdNowa RP”) – sekretarz stanu w Ministerstwie Obrony Narodowej - Waldemar Olejniczak – od 12 grudnia 2019, zastąpił Marka Opiołę - Dariusz Olszewski (Suwerenna Polska) - Adam Ołdakowski – od 28 maja 2021, zastąpił Jerzego Wilka - Jacek Osuch - Jacek Ozdoba (Suwerenna Polska) – sekretarz stanu w Ministerstwie Klimatu i Środowiska - Anna Paluch - Teresa Pamuła - Jerzy Paul - Monika Pawłowska – od 1 października 2021, przeszła z Porozumienia, wybrana z listy Sojuszu Lewicy Demokratycznej - Bolesław Piecha - Grzegorz Piechowiak (Stowarzyszenie „OdNowa RP”) – sekretarz stanu w Ministerstwie Rozwoju i Technologii - Anna Pieczarka - Dariusz Piontkowski – sekretarz stanu w Ministerstwie Edukacji i Nauki - Kacper Płażyński - Elżbieta Płonka - Szymon Pogoda – od 27 listopada 2020, zastąpił Adama Lipińskiego - Jerzy Polaczek - Marek Polak - Piotr Polak - Violetta Porowska - Marcin Porzucek - Grzegorz Puda – minister funduszy i polityki regionalnej - Zbigniew Rau – minister spraw zagranicznych - Rafał Romanowski – sekretarz stanu w Ministerstwie Rolnictwa i Rozwoju Wsi; od 8 lutego 2022, zastąpił Łukasza Szumowskiego - Urszula Rusecka - Paweł Rychlik - Tomasz Rzymkowski – sekretarz stanu w Ministerstwie Edukacji i Nauki - Piotr Sak (Suwerenna Polska) - Jacek Sasin – minister aktywów państwowych - Anna Schmidt – sekretarz stanu w Ministerstwie Rodziny i Polityki Społecznej - Łukasz Schreiber – minister-członek RM, przewodniczący Komitetu Stałego Rady Ministrów i sekretarz Rady Ministrów - Jarosław Sellin – sekretarz stanu w Ministerstwie Kultury i Dziedzictwa Narodowego - Edward Siarka (Suwerenna Polska) – sekretarz stanu w Ministerstwie Klimatu i Środowiska - Zdzisław Sipiera - Sławomir Skwarek - Kazimierz Smoliński - Krzysztof Sobolewski - Artur Soboń – sekretarz stanu w Ministerstwie Finansów - Agnieszka Soin - Katarzyna Sójka – minister zdrowia - Mirosława Stachowiak-Różecka - Dariusz Stefaniuk - Beata Strzałka - Marek Suski - Artur Szałabawka - Wojciech Szarama - Józefa Szczurek-Żelazko - Paweł Szefernaker – sekretarz stanu w Ministerstwie Spraw Wewnętrznych i Administracji - Andrzej Szlachta – od 22 stycznia 2020, zastąpił Ewę Leniart - Krzysztof Szulowski - Stanisław Szwed – sekretarz stanu w Ministerstwie Rodziny i Polityki Społecznej - Ewa Szymańska - Szymon Szynkowski vel Sęk – minister do spraw Unii Europejskiej - Janusz Śniadek - Adam Śnieżek - Jacek Świat - Krzysztof Tchórzewski - Robert Telus – minister rolnictwa i rozwoju wsi - Ryszard Terlecki – wicemarszałek Sejmu i szef klubu PiS - Włodzimierz Tomaszewski (Partia Republikańska) – minister-członek RM - Mariusz Trepka - Sylwester Tułajew - Piotr Uruski (Suwerenna Polska) - Piotr Uściński – sekretarz stanu w Ministerstwie Rozwoju i Technologii - Marcin Warchoł (Suwerenna Polska) – sekretarz stanu w Ministerstwie Sprawiedliwości - Teresa Wargocka - Robert Warwas - Jan Warzecha - Małgorzata Wassermann - Piotr Wawrzyk - Maciej Wąsik – sekretarz stanu w Ministerstwie Spraw Wewnętrznych i Administracji - Rafał Weber – sekretarz stanu w Ministerstwie Infrastruktury - Marek Wesoły – sekretarz stanu w Ministerstwie Aktywów Państwowych - Patryk Wicher - Elżbieta Witek – marszałek Sejmu - Grzegorz Wojciechowski - Agata Wojtyszek - Michał Woś (Suwerenna Polska) – sekretarz stanu w Ministerstwie Sprawiedliwości - Grzegorz Woźniak - Tadeusz Woźniak (Suwerenna Polska) - Michał Wójcik (Suwerenna Polska) – minister-członek RM - Bartłomiej Wróblewski - Sławomir Zawiślak - Elżbieta Zielińska – od 23 lutego 2022, zastąpiła Wiesława Janczyka - Jarosław Zieliński - Tomasz Zieliński - Zbigniew Ziobro (Suwerenna Polska) – minister sprawiedliwości - Wojciech Zubowski - Ireneusz Zyska – sekretarz stanu w Ministerstwie Klimatu i Środowiska - Jacek Żalek (Partia Republikańska) |

Inni posłowie PiS w Sejmie IX kadencji:
| - Jerzy Bielecki – do 24 listopada 2022, zrezygnował z mandatu poselskiego - Stanisław Bukowiec (Porozumienie) – do 12 sierpnia 2021, przeszedł do koła Porozumienia - Władysław Dajczak – do 10 stycznia 2020, powołany na wojewodę lubuskiego - Zbigniew Girzyński – do 25 czerwca 2021, przeszedł do Wyboru Polska - Jarosław Gowin (Porozumienie) – do 12 sierpnia 2021, przeszedł do koła Porozumienia - Wiesław Janczyk – do 9 lutego 2022, wybrany na członka Rady Polityki Pieniężnej - Ewa Leniart – do 10 stycznia 2020, powołana na wojewodę podkarpackiego - Adam Lipiński – sekretarz stanu w KPRM, do 4 listopada 2020, powołany na wiceprezesa Narodowego Banku Polskiego - Wojciech Maksymowicz (Porozumienie) – do 14 kwietnia 2021, został posłem niezrzeszonym - Gabriela Masłowska – do 6 października 2022, wybrana na członka Rady Polityki Pieniężnej - Iwona Michałek (Porozumienie) – sekretarz stanu w Ministerstwie Rozwoju, Pracy i Technologii, do 12 sierpnia 2021, przeszła do koła Porozumienia - Marek Opioła – do 27 listopada 2019, powołany na wiceprezesa Najwyższej Izby Kontroli - Anna Siarkowska (Suwerenna Polska) – do 19 lipca 2023, przeszła do Konfederacji Wolność i Niepodległość - Andrzej Sośnierz (Porozumienie) – do 29 kwietnia 2021, przeszedł do Polskich Spraw - Łukasz Szumowski – do 1 lutego 2022, zrezygnował z mandatu poselskiego - Magdalena Sroka (Porozumienie) – do 12 sierpnia 2021, przeszła do koła Porozumienia - Dominik Tarczyński – do 1 lutego 2020, objął mandat posła do Parlamentu Europejskiego - Jerzy Wilk – do 16 maja 2021, zmarł - Michał Wypij (Porozumienie) – do 12 sierpnia 2021, przeszedł do koła Porozumienia - Marek Zagórski – do 31 marca 2023, zrezygnował z mandatu poselskiego |

### SenatorowieX kadencji
| - Rafał Ambrozik - Włodzimierz Bernacki – sekretarz stanu w Ministerstwie Edukacji i Nauki - Grzegorz Bierecki - Przemysław Błaszczyk - Jacek Bogucki - Margareta Budner - Jerzy Chróścikowski - Grzegorz Czelej - Jerzy Czerwiński - Dorota Czudowska - Wiesław Dobkowski - Wiktor Durlak - Ewa Gawęda - Stanisław Gogacz - Mieczysław Golba (Suwerenna Polska) - Mariusz Gromko - Jan Hamerski - Jan Maria Jackowski - Stanisław Karczewski - Maria Koc - Marek Komorowski - Tadeusz Kopeć (Partia Republikańska, Stowarzyszenie „OdNowa RP”) - Małgorzata Kopiczko - Waldemar Kraska – sekretarz stanu w Ministerstwie Zdrowia | - Maciej Łuczak - Józef Łyczak - Ryszard Majer - Robert Mamątow - Marek Martynowski – szef klubu senatorów PiS - Krzysztof Mróz - Bogusława Orzechowska - Stanisław Ożóg - Andrzej Pająk - Marek Pęk – wicemarszałek Senatu - Wojciech Piecha - Michał Potoczny - Zdzisław Pupa - Jarosław Rusiecki - Janina Sagatowska - Michał Seweryński - Wojciech Skurkiewicz – sekretarz stanu w Ministerstwie Obrony Narodowej - Krzysztof Słoń - Aleksander Szwed - Rafał Ślusarz - Kazimierz Wiatr - Jacek Włosowicz - Alicja Zając |

Inny senator PiS w Senacie X kadencji:
| - Józef Zając (Porozumienie) – do 12 sierpnia 2021, przeszedł do koła Porozumienia |

### Posłowie naSejmVIII kadencji
| - Andrzej Adamczyk – minister infrastruktury - Waldemar Andzel - Dorota Arciszewska-Mielewczyk - Jan Krzysztof Ardanowski – minister rolnictwa i rozwoju wsi - Iwona Arent - Marek Ast - Zbigniew Babalski - Piotr Babinetz - Ryszard Bartosik - Barbara Bartuś - Mieczysław Baszko (Porozumienie) – od 22 stycznia 2018, wybrany z listy Polskiego Stronnictwa Ludowego - Dariusz Bąk - Włodzimierz Bernacki - Jerzy Bielecki - Zbigniew Biernat - Mariusz Błaszczak – minister obrony narodowej - Jacek Bogucki - Joanna Borowiak - Agata Borowiec - Kamil Bortniczuk (Porozumienie) – od 21 listopada 2018, zastąpił Bartłomieja Stawiarskiego - Bożena Borys-Szopa – minister rodziny, pracy i polityki społecznej - Barbara Bubula - Wojciech Buczak - Waldemar Buda – sekretarz stanu w Ministerstwie Inwestycji i Rozwoju - Lidia Burzyńska - Zbigniew Chmielowiec - Sylwester Chruszcz – od 3 kwietnia 2019, wybrany z listy komitetu Kukiz’15 - Anna Cicholska – od 12 listopada 2015, zastąpiła Józefa Kurka - Michał Cieślak (Porozumienie) - Tadeusz Cymański (Solidarna Polska) - Krzysztof Czabański - Przemysław Czarnecki - Witold Czarnecki - Arkadiusz Czartoryski - Anna Czech - Anita Czerwińska - Katarzyna Czochara – od 9 grudnia 2015, zastąpiła Sławomira Kłosowskiego - Leszek Dobrzyński - Zbigniew Dolata - Antoni Duda - Elżbieta Duda - Jan Duda - Marcin Duszek - Michał Dworczyk – minister-członek RM i szef KPRM - Jan Dziedziczak - Tadeusz Dziuba - Barbara Dziuk - Jacek Falfus - Ewa Filipiak - Leszek Galemba - Andrzej Gawron - Szymon Giżyński – sekretarz stanu w Ministerstwie Rolnictwa i Rozwoju Wsi - Teresa Glenc - Piotr Gliński – wiceprezes Rady Ministrów, minister kultury i dziedzictwa narodowego, przewodniczący Komitetu do spraw Pożytku Publicznego i przewodniczący Komitetu Społecznego Rady Ministrów - Krzysztof Głuchowski - Małgorzata Golińska – sekretarz stanu w Ministerstwie Środowiska - Kazimierz Gołojuch - Jarosław Gonciarz - Małgorzata Gosiewska – wicemarszałek Sejmu - Jerzy Gosiewski - Jarosław Gowin (Porozumienie) – wiceprezes Rady Ministrów i minister nauki i szkolnictwa wyższego - Zbigniew Gryglas (Porozumienie) – od 11 grudnia 2017, wybrany z listy Nowoczesnej - Kazimierz Gwiazdowski - Sławomir Hajos – od 21 listopada 2018, zastąpił Jarosława Szlachetkę - Teresa Hałas - Marcin Horała - Józefa Hrynkiewicz - Michał Jach - Wiesław Janczyk - Grzegorz Janik - Małgorzata Janowska – od 20 września 2017, wybrana z listy komitetu Kukiz’15 - Mariusz Orion Jędrysek - Norbert Kaczmarczyk (Solidarna Polska) – od 31 lipca 2019, wybrany z listy komitetu Kukiz’15 - Alicja Kaczorowska – od 9 grudnia 2015, zastąpiła Piotra Pszczółkowskiego - Jarosław Kaczyński - Piotr Kaleta - Mariusz Kamiński – minister spraw wewnętrznych i administracji, minister-członek RM i koordynator służb specjalnych - Jan Kilian - Lech Kołakowski - Robert Kołakowski - Wojciech Kossakowski - Andrzej Kosztowniak - Henryk Kowalczyk – minister środowiska - Bartosz Kownacki - Ewa Kozanecka - Jarosław Krajewski - Wiesław Krajewski - Leonard Krasulski - Piotr Król - Anna Krupka – sekretarz stanu w Ministerstwie Sportu i Turystyki - Andrzej Kryj - Bernadeta Krynicka - Dariusz Kubiak - Marta Kubiak – od 24 maja 2017, zastąpiła Krzysztofa Łapińskiego - Krzysztof Kubów – sekretarz stanu w Ministerstwie Energii - Marek Kuchciński - Jacek Kurzępa - Anna Kwiecień - Marek Kwitek - Tomasz Latos - Bogdan Latosiński - Józef Leśniak - Joanna Lichocka - Krzysztof Lipiec - Adam Lipiński – sekretarz stanu w KPRM - Paweł Lisiecki - Grzegorz Lorek – od 21 listopada 2018, zastąpił Grzegorza Wojciechowskiego - Tomasz Ławniczak - Marzena Machałek – sekretarz stanu w Ministerstwie Edukacji Narodowej - Krzysztof Maciejewski - Antoni Macierewicz - Ewa Malik - Jerzy Małecki - Maciej Małecki - Gabriela Masłowska - Jerzy Materna - Beata Mateusiak-Pielucha - Grzegorz Matusiak - Andrzej Matusiewicz - Marek Matuszewski - Kazimierz Matuszny - Andrzej Melak – od 12 kwietnia 2016, zastąpił Artura Górskiego - Mieczysław Miazga - Iwona Michałek (Porozumienie) – sekretarz stanu w Ministerstwie Edukacji Narodowej - Krzysztof Michałkiewicz – sekretarz stanu w Ministerstwie Rodziny, Pracy i Polityki Społecznej - Anna Milczanowska - Daniel Milewski - Jan Mosiński - Kazimierz Moskal - Aleksander Mrówczyński - Arkadiusz Mularczyk - Piotr Müller – sekretarz stanu w KPRM i rzecznik prasowy rządu, od 28 grudnia 2018, zastąpił Jolantę Szczypińską - Wojciech Murdzek (Porozumienie) - Piotr Naimski – sekretarz stanu w KPRM - Danuta Nowicka – od 5 grudnia 2018, zastąpiła Dariusza Starzyckiego - Waldemar Olejniczak – od 22 grudnia 2015, zastąpił Wojciecha Jasińskiego - Piotr Olszówka - Adam Ołdakowski - Marek Opioła - Krzysztof Ostrowski - Jacek Osuch – sekretarz stanu w Ministerstwie Sportu i Turystyki - Anna Paluch - Jerzy Paul - Krystyna Pawłowicz - Grzegorz Piechowiak (Porozumienie) – od 19 lipca 2016, zastąpił Maksa Kraczkowskiego - Dariusz Piontkowski – minister edukacji narodowej - Stanisław Piotrowicz - Jerzy Polaczek - Marek Polak - Piotr Polak - Marcin Porzucek - Grzegorz Puda – sekretarz stanu w Ministerstwie Inwestycji i Rozwoju - Piotr Pyzik - Grzegorz Raczak – od 8 czerwca 2016, zastąpił Andrzeja Jaworskiego - Urszula Rusecka - Paweł Rychlik – od 5 grudnia 2018, zastąpił Grzegorza Schreibera - Tomasz Rzymkowski – od 31 lipca 2019, wybrany z listy komitetu Kukiz’15 - Jacek Sasin – wiceprezes Rady Ministrów i przewodniczący Komitetu Stałego Rady Ministrów - Anna Schmidt-Rodziewicz – sekretarz stanu w KPRM - Łukasz Schreiber – sekretarz stanu w KPRM - Jarosław Sellin – sekretarz stanu w Ministerstwie Kultury i Dziedzictwa Narodowego - Edward Siarka (Solidarna Polska) - Anna Siarkowska (Partia Republikańska) – od 20 września 2017, wybrana z listy komitetu Kukiz’15 - Krzysztof Sitarski – od 31 lipca 2019, wybrany z listy komitetu Kukiz’15 - Wojciech Skurkiewicz – sekretarz stanu w Ministerstwie Obrony Narodowej - Sławomir Skwarek – od 5 grudnia 2018, zastąpił Jarosława Stawiarskiego - Andrzej Smirnow - Kazimierz Smoliński - Anna Sobecka - Czesław Sobierajski - Artur Soboń – sekretarz stanu w Ministerstwie Funduszy i Polityki Regionalnej - Agnieszka Soin – od 12 czerwca 2019, zastąpiła Beatę Kempę - Andrzej Sośnierz (Porozumienie) - Lech Sprawka - Mirosława Stachowiak-Różecka - Marek Suski - Artur Szałabawka - Wojciech Szarama - Józefa Szczurek-Żelazko – sekretarz stanu w Ministerstwie Zdrowia - Paweł Szefernaker – sekretarz stanu w Ministerstwie Spraw Wewnętrznych i Administracji - Jan Szewczak - Andrzej Szlachta - Krzysztof Szulowski - Stanisław Szwed – sekretarz stanu w Ministerstwie Rodziny, Pracy i Polityki Społecznej - Halina Szydełko - Ewa Szymańska - Szymon Szynkowski vel Sęk – sekretarz stanu w Ministerstwie Spraw Zagranicznych - Janusz Śniadek - Jacek Świat - Dominik Tarczyński - Krzysztof Tchórzewski – minister energii - Robert Telus - Ryszard Terlecki – wicemarszałek Sejmu i szef klubu PiS - Ewa Tomaszewska - Mariusz Trepka – od 18 lipca 2018, zastąpił Konrada Głębockiego - Sylwester Tułajew – sekretarz stanu w Ministerstwie Spraw Wewnętrznych i Administracji - Piotr Uruski (Solidarna Polska) - Piotr Uściński - Teresa Wargocka - Robert Warwas - Jan Warzecha - Małgorzata Wassermann - Maciej Wąsik – sekretarz stanu w KPRM - Rafał Weber – sekretarz stanu w Ministerstwie Infrastruktury - Jerzy Wilk - Elżbieta Witek – marszałek Sejmu - Michał Wojtkiewicz - Grzegorz Woźniak - Tadeusz Woźniak (Solidarna Polska) - Michał Wójcik (Solidarna Polska) – sekretarz stanu w Ministerstwie Sprawiedliwości - Krystyna Wróblewska - Bartłomiej Wróblewski - Małgorzata Wypych - Marek Zagórski – minister cyfryzacji - Krzysztof Zaremba - Artur Zasada (Porozumienie) - Sławomir Zawiślak - Łukasz Zbonikowski - Jarosław Zieliński – sekretarz stanu w Ministerstwie Spraw Wewnętrznych i Administracji - Tomasz Zieliński – od 3 lipca 2018, zastąpił Adama Abramowicza - Zbigniew Ziobro (Solidarna Polska) – minister sprawiedliwości - Maria Zuba - Wojciech Zubowski - Małgorzata Zwiercan – od 16 października 2019, wybrana z listy komitetu Kukiz’15 - Jacek Żalek (Porozumienie) |

Inni posłowie PiS w Sejmie VIII kadencji:
| - Adam Abramowicz – do 22 czerwca 2018, został rzecznikiem małych i średnich przedsiębiorców - Joachim Brudziński – minister spraw wewnętrznych i administracji, do 28 maja 2019, wybrany na posła do Parlamentu Europejskiego - Piotr Babiarz – do 7 marca 2018, został posłem niezrzeszonym - Konrad Głębocki – do 5 czerwca 2018, został ambasadorem RP we Włoszech i San Marino - Artur Górski – do 1 kwietnia 2016, zmarł - Czesław Hoc – do 27 listopada 2015, objął mandat posła do Parlamentu Europejskiego - Patryk Jaki (Solidarna Polska) – sekretarz stanu w Ministerstwie Sprawiedliwości, do 28 maja 2019, wybrany na posła do Parlamentu Europejskiego - Wojciech Jasiński – do 15 grudnia 2015, powołany na prezesa PKN Orlen - Andrzej Jaworski – do 14 maja 2016, powołany w skład zarządu Powszechnego Zakładu Ubezpieczeń - Krzysztof Jurgiel – do 28 maja 2019, wybrany na posła do Parlamentu Europejskiego - Beata Kempa (Solidarna Polska) – minister-członek RM, do 28 maja 2019, wybrana na posła do Parlamentu Europejskiego - Izabela Kloc – do 28 maja 2019, wybrana na posła do Parlamentu Europejskiego - Sławomir Kłosowski – do 27 listopada 2015, objął mandat posła do Parlamentu Europejskiego - Maks Kraczkowski – do 30 czerwca 2016, powołany na wiceprezesa zarządu PKO BP - Joanna Kopcińska – sekretarz stanu w KPRM i rzecznik prasowy rządu, do 28 maja 2019, wybrana na posła do Parlamentu Europejskiego - Elżbieta Kruk – do 28 maja 2019, wybrana na posła do Parlamentu Europejskiego - Krzysztof Łapiński – do 11 maja 2017, powołany na stanowisko sekretarza stanu w Kancelarii Prezydenta - Beata Mazurek – wicemarszałek Sejmu – do 28 maja 2019, wybrana na posła do Parlamentu Europejskiego - Andżelika Możdżanowska – sekretarz stanu w Ministerstwie Inwestycji i Rozwoju, od 12 grudnia 2017, wybrana z listy Polskiego Stronnictwa Ludowego; do 28 maja 2019, wybrana na posła do Parlamentu Europejskiego - Stanisław Pięta – do 4 czerwca 2018, został posłem niezrzeszonym (zawieszony w prawach członka partii) - Piotr Pszczółkowski – do 2 grudnia 2015, wybrany na sędziego Trybunału Konstytucyjnego - Elżbieta Rafalska – minister rodziny, pracy i polityki społecznej, do 28 maja 2019, wybrana na posła do Parlamentu Europejskiego - Łukasz Rzepecki – do 11 października 2017, został posłem niezrzeszonym - Bogdan Rzońca – do 28 maja 2019, wybrany na posła do Parlamentu Europejskiego - Grzegorz Schreiber – do 22 listopada 2018, wybrany na marszałka województwa łódzkiego - Dariusz Starzycki – do 21 listopada 2018, wybrany na wicemarszałka województwa śląskiego - Bartłomiej Stawiarski – od 30 marca 2016, zastąpił Jerzego Żyżyńskiego; do 5 listopada 2018, wybrany na burmistrza Namysłowa - Jarosław Stawiarski – sekretarz stanu w Ministerstwie Sportu i Turystyki, do 21 listopada 2018, wybrany na marszałka województwa lubelskiego - Stefan Strzałkowski – od 9 grudnia 2015, zastąpił Czesława Hoca; do 8 listopada 2019, zmarł - Jolanta Szczypińska – do 8 grudnia 2018, zmarła - Jarosław Szlachetka – do 31 października 2018, wybrany na burmistrza Myślenic - Beata Szydło – wiceprezes Rady Ministrów, do 28 maja 2019, wybrana na posła do Parlamentu Europejskiego - Jan Szyszko – do 9 października 2019, zmarł - Grzegorz Tobiszowski – sekretarz stanu w Ministerstwie Energii, do 28 maja 2019, wybrany na posła do Parlamentu Europejskiego - Witold Waszczykowski – do 28 maja 2019, wybrany na posła do Parlamentu Europejskiego - Grzegorz Wojciechowski – do 26 października 2018, wybrany do sejmiku łódzkiego - Anna Zalewska – minister edukacji narodowej, do 28 maja 2019, wybrana na posła do Parlamentu Europejskiego - Jerzy Żyżyński – do 18 marca 2016, wybrany na członka Rady Polityki Pieniężnej |

Z listy PiS został wybrany także Jan Klawiter (Prawica Rzeczypospolitej), który nie wszedł w skład klubu parlamentarnego.

### SenatorowieIX kadencji
| - Rafał Ambrozik - Grzegorz Bierecki – wybrany jako kandydat niezależny - Przemysław Błaszczyk - Aleksander Bobko - Margareta Budner - Jerzy Chróścikowski - Zbigniew Cichoń - Grzegorz Czelej - Jerzy Czerwiński - Dorota Czudowska - Wiesław Dobkowski - Jan Dobrzyński – poza klubem od 11 kwietnia 2018 - Robert Gaweł - Adam Gawęda – sekretarz stanu w Ministerstwie Energii - Stanisław Gogacz - Mieczysław Golba (Solidarna Polska) - Arkadiusz Grabowski - Jan Hamerski - Jan Maria Jackowski - Andrzej Kamiński - Stanisław Karczewski – marszałek Senatu - Maria Koc – wicemarszałek Senatu - Tadeusz Kopeć (Porozumienie) - Małgorzata Kopiczko - Waldemar Kraska – sekretarz stanu w Ministerstwie Zdrowia - Maciej Łuczak - Józef Łyczak - Ryszard Majer - Robert Mamątow - Marek Martynowski – szef klubu senatorów PiS - Łukasz Mikołajczyk | - Andrzej Mioduszewski - Andrzej Misiołek – od 19 grudnia 2017, wybrany z ramienia Platformy Obywatelskiej - Krzysztof Mróz - Jarosław Obremski – od 19 maja 2016, wybrany jako kandydat niezależny - Bogusława Orzechowska - Andrzej Pająk - Grzegorz Peczkis - Marek Pęk – wicemarszałek Senatu - Wojciech Piecha - Leszek Piechota – od 19 grudnia 2017, wybrany z ramienia Platformy Obywatelskiej - Michał Potoczny - Krystian Probierz - Zdzisław Pupa - Konstanty Radziwiłł - Tadeusz Romańczuk - Jarosław Rusiecki - Czesław Ryszka - Janina Sagatowska - Michał Seweryński – wicemarszałek Senatu - Krzysztof Słoń - Andrzej Stanisławek (Porozumienie) - Aleksander Szwed - Antoni Szymański - Rafał Ślusarz - Artur Warzocha - Kazimierz Wiatr - Jacek Włosowicz (Solidarna Polska) - Andrzej Wojtyła (Porozumienie) - Alicja Zając - Józef Zając (Porozumienie) – od 15 listopada 2016, wybrany z ramienia Polskiego Stronnictwa Ludowego - Jan Żaryn |

Inni senatorowie PiS w Senacie IX kadencji:
| - Anna Maria Anders – od 9 marca 2016, wybrana w wyborach uzupełniających; do 23 sierpnia 2019, została ambasadorem RP we Włoszech i San Marino - Adam Bielan (Porozumienie) – wicemarszałek Senatu, do 28 maja 2019, wybrany na posła do Parlamentu Europejskiego - Waldemar Bonkowski – poza klubem od 24 lutego 2018, na przełomie lipca i sierpnia 2019 wykluczony z partii - Stanisław Kogut – poza klubem od 20 stycznia 2018, później prawdopodobnie wykluczony z partii - Bohdan Paszkowski – do 9 grudnia 2015, mianowany wojewodą podlaskim |

### Posłowie doParlamentu EuropejskiegoVIII kadencji
| - Ryszard Czarnecki - Edward Czesak – od 11 czerwca 2015, zastąpił Andrzeja Dudę - Anna Fotyga - Beata Gosiewska - Czesław Hoc – od 27 listopada 2015, zastąpił Marka Gróbarczyka - Karol Karski - Sławomir Kłosowski – od 27 listopada 2015, zastąpił Dawida Jackiewicza - Zdzisław Krasnodębski – wiceprzewodniczący Parlamentu Europejskiego - Urszula Krupa – od 24 czerwca 2016, zastąpiła Janusza Wojciechowskiego - Zbigniew Kuźmiuk - Ryszard Legutko – szef delegacji PiS - Stanisław Ożóg - Bolesław Piecha - Tomasz Poręba - Jacek Saryusz-Wolski – od marca 2019, wybrany z listy Platformy Obywatelskiej - Jadwiga Wiśniewska - Kosma Złotowski |

| Inni eurodeputowani PiS VIII kadencji: - Andrzej Duda – do 25 maja 2015, wybrany na prezydenta RP - Marek Gróbarczyk – do 16 listopada 2015, objął stanowisko ministra gospodarki morskiej i żeglugi śródlądowej - Dawid Jackiewicz – do 16 listopada 2015, objął stanowisko ministra skarbu państwa - Mirosław Piotrowski – do 17 września 2014, został eurodeputowanym niezależnym - Kazimierz Michał Ujazdowski – do 3 stycznia 2017, został eurodeputowanym niezależnym - Janusz Wojciechowski – do 7 maja 2016, powołany do Europejskiego Trybunału Obrachunkowego |

Z listy PiS został wybrany także Marek Jurek (Prawica Rzeczypospolitej), który nie wszedł w skład delegacji. Wszyscy posłowie PiS należeli w Parlamencie Europejskim VIII kadencji do Europejskich Konserwatystów i Reformatorów.

### Posłowie naSejmVII kadencji
| - Adam Abramowicz - Andrzej Adamczyk - Waldemar Andzel - Dorota Arciszewska-Mielewczyk - Jan Krzysztof Ardanowski - Iwona Arent - Marek Ast - Zbigniew Babalski - Piotr Babinetz - Barbara Bartuś - Dariusz Bąk - Włodzimierz Bernacki - Andrzej Bętkowski - Piotr Babiarz – od 5 czerwca 2014, zastąpił Kazimierza Michała Ujazdowskiego - Mariusz Błaszczak – szef klubu PiS - Antoni Błądek – od 5 czerwca 2014, zastąpił Stanisława Ożoga - Jacek Bogucki - Joachim Brudziński - Barbara Bubula - Zbigniew Chmielowiec - Daniela Chrapkiewicz – od 9 września 2015, zastąpiła Macieja Łopińskiego - Przemysław Czarnecki – od 5 czerwca 2014, zastąpił Dawida Jackiewicza - Witold Czarnecki - Arkadiusz Czartoryski - Piotr Ćwik – od 5 czerwca 2014, zastąpił Andrzeja Dudę - Leszek Dobrzyński - Zbigniew Dolata - Marcin Duszek – od 16 grudnia 2014, zastąpił Jerzego Rębka - Michał Dworczyk – od 10 września 2015, zastąpił Adama Kwiatkowskiego - Jan Dziedziczak - Tadeusz Dziuba - Jacek Falfus - Szymon Giżyński - Krzysztof Głuchowski – od 9 września 2015, zastąpił Małgorzatę Sadurską - Kazimierz Gołojuch - Małgorzata Gosiewska - Artur Górski - Czesław Hoc - Józefina Hrynkiewicz - Michał Jach - Wiesław Janczyk - Grzegorz Janik – od 8 maja 2013, zastąpił Bolesława Piechę - Wojciech Jasiński - Andrzej Jaworski - Mariusz Orion Jędrysek - Krzysztof Jurgiel - Filip Kaczyński – od 9 września 2015, zastąpił Krzysztofa Szczerskiego - Jarosław Kaczyński - Mariusz Kamiński - Sławomir Kłosowski - Lech Kołakowski - Robert Kołakowski - Henryk Kowalczyk - Bartosz Kownacki - Maks Kraczkowski - Leonard Krasulski - Piotr Król – od 5 czerwca 2014, zastąpił Kosmę Złotowskiego - Elżbieta Kruk - Marek Kuchciński – wicemarszałek Sejmu - Marek Kwitek – od 1 października 2014, zastąpił Jarosława Rusieckiego - Tomasz Latos - Krzysztof Lipiec - Adam Lipiński - Marek Łatas - Marzena Machałek - Antoni Macierewicz - Krzysztof Maciejewski – od 19 grudnia 2014, zastąpił Marcina Witkę | - Ewa Malik - Maciej Małecki - Gabriela Masłowska - Marcin Mastalerek - Jerzy Materna - Grzegorz Matusiak - Marek Matuszewski - Beata Mazurek - Krzysztof Michałkiewicz - Kazimierz Moskal - Piotr Naimski - Maria Nowak - Halina Olendzka – od 9 kwietnia 2015, zastąpiła Tomasza Kaczmarka - Marek Opioła - Jacek Osuch - Anna Paluch - Krystyna Pawłowicz - Stanisław Pięta - Dariusz Piontkowski - Stanisław Piotrowicz - Jerzy Polaczek - Marek Polak - Piotr Polak - Piotr Pyzik - Elżbieta Rafalska - Urszula Rusecka – od 23 czerwca 2015, zastąpiła Edwarda Czesaka - Bogdan Rzońca - Jacek Sasin - Jerzy Sądel – od 5 czerwca 2014, zastąpił Jadwigę Wiśniewską - Grzegorz Schreiber - Dariusz Seliga - Jarosław Sellin - Andrzej Smirnow – od 19 marca 2015, wybrany z listy Platformy Obywatelskiej - Kazimierz Smoliński – od 5 czerwca 2014, zastąpił Annę Fotygę - Anna Sobecka - Czesław Sobierajski – od 24 września 2014, zastąpił Izabelę Kloc - Krzysztof Sońta – od 5 czerwca 2014, zastąpił Zbigniewa Kuźmiuka - Lech Sprawka - Jarosław Stawiarski – od 16 grudnia 2014, zastąpił Jarosława Żaczka - Stefan Strzałkowski - Marek Suski - Paweł Szałamacha - Wojciech Szarama - Jolanta Szczypińska - Andrzej Szlachta - Jerzy Szmit - Stanisław Szwed - Beata Szydło - Jan Szyszko - Janusz Śniadek - Jacek Świat - Krzysztof Tchórzewski - Robert Telus - Ryszard Terlecki - Grzegorz Tobiszowski - Jan Warzecha - Witold Waszczykowski - Elżbieta Witek - Michał Wojtkiewicz - Grzegorz Woźniak - Anna Zalewska - Sławomir Zawiślak - Łukasz Zbonikowski - Jarosław Zieliński - Maria Zuba - Wojciech Zubowski - Jerzy Żyżyński |

Inni posłowie PiS w Sejmie VII kadencji:
| - Dariusz Barski – nie złożył ślubowania, mandat wygaszony przez marszałka Sejmu - Edward Czesak – do 11 czerwca 2015, objął mandat posła do Parlamentu Europejskiego - Andrzej Dąbrowski – obejmując mandat 17 listopada 2011 po Bogdanie Święczkowskim, został posłem Solidarnej Polski - Andrzej Dera – na początku kadencji został posłem Solidarnej Polski - Andrzej Duda – do 27 maja 2014, wybrany na posła do Parlamentu Europejskiego - Ludwik Dorn – na początku kadencji został posłem niezrzeszonym - Anna Fotyga – do 27 maja 2014, wybrana na posła do Parlamentu Europejskiego - Zbigniew Girzyński – do 4 grudnia 2014, został posłem niezrzeszonym - Mieczysław Golba – na początku kadencji został posłem Solidarnej Polski - Tomasz Górski – do 12 maja 2012, przeszedł do Solidarnej Polski - Adam Hofman – do 10 listopada 2014, został posłem niezrzeszonym - Dawid Jackiewicz – do 27 maja 2014, wybrany na posła do Parlamentu Europejskiego - Jarosław Jagiełło – obejmując mandat 17 listopada 2011 po Dariuszu Barskim, został posłem niezrzeszonym - Patryk Jaki – na początku kadencji został posłem Solidarnej Polski - Tomasz Kaczmarek – do 8 stycznia 2014, został posłem niezrzeszonym - Mariusz Kamiński – do 10 listopada 2014, został posłem niezrzeszonym - Beata Kempa – na początku kadencji została posłem Solidarnej Polski - Izabela Kloc – do 10 września 2014, wybrana do Senatu - Zbigniew Kuźmiuk – do 27 maja 2014, wybrany na posła do Parlamentu Europejskiego - Adam Kwiatkowski – do 7 sierpnia 2015, powołany na stanowisko szefa Gabinetu Prezydenta w Kancelarii Prezydenta - Maciej Łopiński – do 7 sierpnia 2015, powołany na stanowisko sekretarza stanu w Kancelarii Prezydenta - Arkadiusz Mularczyk – na początku kadencji został posłem Solidarnej Polski - Stanisław Ożóg – do 27 maja 2014, wybrany na posła do Parlamentu Europejskiego - Bolesław Piecha – do 24 kwietnia 2013, wybrany do Senatu - Krzysztof Popiołek – do 29 września 2014, został posłem niezrzeszonym - Jerzy Rębek – do 3 grudnia 2014, wybrany na burmistrza Radzynia Podlaskiego - Adam Rogacki – do 10 listopada 2014, został posłem niezrzeszonym - Józef Rojek – na początku kadencji został posłem Solidarnej Polski - Andrzej Romanek – na początku kadencji został posłem Solidarnej Polski - Jarosław Rusiecki – do 10 września 2014, wybrany do Senatu - Małgorzata Sadurska – do 7 sierpnia 2015, powołana na stanowisko szefa Kancelarii Prezydenta - Edward Siarka – na początku kadencji został posłem Solidarnej Polski - Krzysztof Szczerski – do 7 sierpnia 2015, powołany na stanowisko sekretarza stanu w Kancelarii Prezydenta - Piotr Szeliga – na początku kadencji został posłem Solidarnej Polski - Bogdan Święczkowski – nie złożył ślubowania, mandat wygaszony przez marszałka Sejmu - Jan Tomaszewski – do 28 lipca 2014, został posłem niezrzeszonym - Kazimierz Michał Ujazdowski – do 27 maja 2014, wybrany na posła do Parlamentu Europejskiego - Przemysław Wipler – do 3 czerwca 2013, został posłem niezrzeszonym - Jadwiga Wiśniewska – do 27 maja 2014, wybrana na posła do Parlamentu Europejskiego - Marcin Witko – do 1 grudnia 2014, wybrany na prezydenta Tomaszowa Mazowieckiego - Tadeusz Woźniak – na początku kadencji został posłem Solidarnej Polski - Marzena Wróbel – na początku kadencji została posłem Solidarnej Polski - Jan Ziobro – na początku kadencji został posłem Solidarnej Polski - Kazimierz Ziobro – do 2 grudnia 2011, przeszedł do Solidarnej Polski - Kosma Złotowski – do 27 maja 2014, wybrany na posła do Parlamentu Europejskiego - Jarosław Żaczek – na początku kadencji został posłem Solidarnej Polski |

### SenatorowieVIII kadencji
| - Grzegorz Bierecki - Przemysław Błaszczyk - Jerzy Chróścikowski - Henryk Cioch - Grzegorz Czelej - Dorota Czudowska - Wiesław Dobkowski - Mieczysław Gil - Stanisław Gogacz - Jan Maria Jackowski - Stanisław Karczewski – wicemarszałek Senatu i szef klubu senatorów PiS - Maciej Klima - Izabela Kloc – od 24 września 2014, wybrana w wyborach uzupełniających - Maria Koc – od 24 września 2014, wybrana w wyborach uzupełniających - Stanisław Kogut - Waldemar Kraska | - Robert Mamątow - Marek Martynowski - Andrzej Matusiewicz - Andrzej Pająk - Bohdan Paszkowski - Bogdan Pęk - Zdzisław Pupa – od 19 września 2013, wybrany w wyborach uzupełniających - Jarosław Rusiecki – od 24 września 2014, wybrany w wyborach uzupełniających - Czesław Ryszka – od 4 marca 2015, wybrany w wyborach uzupełniających - Janina Sagatowska - Michał Seweryński - Wojciech Skurkiewicz - Krzysztof Słoń - Kazimierz Wiatr - Grzegorz Wojciechowski - Alicja Zając |

Inni senatorowie PiS VII kadencji:
| - Beata Gosiewska – do 25 maja 2014, wybrana na posła do Parlamentu Europejskiego - Henryk Górski – do 19 maja 2014, zmarł - Kazimierz Jaworski – do 1 grudnia 2011, przeszedł do Solidarnej Polski - Władysław Ortyl – do 27 maja 2013, wybrany na marszałka województwa podkarpackiego - Bolesław Piecha – od 21 kwietnia 2013, wybrany w wyborach uzupełniających; do 25 maja 2014, wybrany na posła do Parlamentu Europejskiego |

### Posłowie doParlamentu EuropejskiegoVII kadencji
| - Ryszard Czarnecki - Marek Gróbarczyk - Ryszard Legutko – szef delegacji PiS - Mirosław Piotrowski - Tomasz Poręba - Konrad Szymański - Janusz Wojciechowski |

Inni eurodeputowani PiS VII kadencji:
| - Adam Bielan – do 20 listopada 2010, został eurodeputowanym niezależnym - Tadeusz Cymański – do 4 listopada 2011, został eurodeputowanym niezależnym - Michał Kamiński – do 20 listopada 2010, został eurodeputowanym niezależnym - Paweł Kowal – do 21 listopada 2010, został eurodeputowanym niezależnym - Jacek Kurski – do 4 listopada 2011, został eurodeputowanym niezależnym - Marek Migalski – do 2 września 2010, został eurodeputowanym niezależnym - Jacek Włosowicz – do 15 grudnia 2011, przeszedł do Solidarnej Polski - Zbigniew Ziobro – do 4 listopada 2011, został eurodeputowanym niezależnym |

Wszyscy posłowie PiS należeli w Parlamencie Europejskim VII kadencji do Europejskich Konserwatystów i Reformatorów.

### Posłowie naSejmVI kadencji
| - Adam Abramowicz - Andrzej Adamczyk - Waldemar Andzel - Iwona Arent - Marek Ast - Zbigniew Babalski - Piotr Babinetz - Barbara Bartuś - Dariusz Bąk - Andrzej Bętkowski - Mariusz Błaszczak – szef klubu PiS - Antoni Błądek - Jacek Bogucki - Joachim Brudziński - Jan Bury - Aleksander Chłopek - Zbigniew Chmielowiec - Daniela Chrapkiewicz – od 18 czerwca 2009, zastąpiła Jacka Kurskiego - Witold Czarnecki - Arkadiusz Czartoryski - Edward Czesak - Andrzej Ćwierz - Andrzej Dera - Zbigniew Dolata - Marzenna Drab - Jan Dziedziczak - Jacek Falfus - Zbigniew Girzyński - Szymon Giżyński - Mieczysław Golba - Kazimierz Gołojuch - Jerzy Gosiewski - Artur Górski - Tomasz Górski - Krystyna Grabicka (Ruch Katolicko-Narodowy, Ruch Patriotyczny) - Kazimierz Gwiazdowski - Czesław Hoc - Adam Hofman - Dawid Jackiewicz - Jarosław Jagiełło - Wiesław Janczyk - Grzegorz Janik - Wojciech Jasiński - Andrzej Jaworski – od 18 czerwca 2009, zastąpił Tadeusza Cymańskiego - Krzysztof Jurgiel - Dariusz Kaczanowski - Jarosław Kaczyński - Mariusz Kamiński - Karol Karski - Beata Kempa - Izabela Kloc - Sławomir Kłosowski - Lech Kołakowski - Robert Kołakowski - Wojciech Kossakowski – od 11 lutego 2009, zastąpił Aleksandra Szczygłę - Henryk Kowalczyk - Bogusław Kowalski - Zbigniew Kozak - Maks Kraczkowski - Leonard Krasulski - Elżbieta Kruk - Marek Kuchciński – wicemarszałek Sejmu - Marek Kwitek - Tomasz Latos - Krzysztof Lipiec - Adam Lipiński - Marek Łatas - Marzena Machałek - Krzysztof Maciejewski - Antoni Macierewicz (Ruch Katolicko-Narodowy, Ruch Patriotyczny) - Ewa Malik - Barbara Marianowska - Gabriela Masłowska | - Mirosława Masłowska - Jerzy Materna - Marek Matuszewski - Kazimierz Matuszny - Beata Mazurek - Krzysztof Michałkiewicz - Henryk Młynarczyk – od 14 grudnia 2010, zastąpił Wojciecha Żukowskiego - Kazimierz Moskal - Arkadiusz Mularczyk - Maria Nowak - Halina Olendzka – od 14 grudnia 2010, zastąpiła Bartłomieja Dorywalskiego - Marek Opioła - Jacek Osuch - Stanisław Ożóg - Andrzej Pająk – od 30 sierpnia 2011, wybrany z listy Platformy Obywatelskiej - Anna Paluch - Bolesław Piecha - Stanisław Pięta - Jerzy Polaczek - Marek Polak - Piotr Polak - Krzysztof Popiołek - Elżbieta Rafalska - Jerzy Rębek - Adam Rogacki - Józef Rojek - Nelli Rokita - Jarosław Rusiecki - Monika Ryniak – od 5 maja 2010, zastąpiła Zbigniewa Wassermanna - Małgorzata Sadurska - Dariusz Seliga - Jarosław Sellin - Edward Siarka - Anna Sikora - Kazimierz Smoliński – od 5 maja 2010, zastąpił Macieja Płażyńskiego - Anna Sobecka - Krzysztof Sońta - Lech Sprawka - Piotr Stanke - Jarosław Stawiarski - Stefan Strzałkowski – od 24 czerwca 2009, zastąpił Mariana Golińskiego - Marek Suski - Wojciech Szarama - Jolanta Szczypińska - Andrzej Szlachta - Stanisław Szwed - Beata Szydło - Jan Szyszko - Adam Śnieżek – od 9 lipca 2008, zastąpił Stanisława Zająca - Krzysztof Tchórzewski - Robert Telus - Ryszard Terlecki - Grzegorz Tobiszowski - Krzysztof Tołwiński – od 5 maja 2010, zastąpił Krzysztofa Putrę - Kazimierz Michał Ujazdowski - Teresa Wargocka - Jan Warzecha – od 5 maja 2010, zastąpił Grażynę Gęsicką - Waldemar Wiązowski - Jadwiga Wiśniewska - Tadeusz Wita – od 18 marca 2009, zastąpił Zbigniewa Religę - Elżbieta Witek - Michał Wojtkiewicz - Sławomir Worach – od 18 grudnia 2009, zastąpił Piotra Krzywickiego - Tadeusz Woźniak - Waldemar Wrona - Marzena Wróbel - Anna Zalewska - Wojciech Szczęsny Zarzycki – od 24 czerwca 2009, zastąpił Pawła Zalewskiego - Sławomir Zawiślak - Łukasz Zbonikowski - Jarosław Zieliński - Maria Zuba - Jarosław Żaczek |

Inni posłowie PiS w Sejmie VI kadencji:
| - Piotr Cybulski (PiS) – od 31 sierpnia 2011, został posłem niezrzeszonym - Tadeusz Cymański – do 10 czerwca 2009, wybrany na posła do Parlamentu Europejskiego - Lena Dąbkowska-Cichocka – do 22 listopada 2010, została posłem niezrzeszonym - Ludwik Dorn – do 21 października 2008, został posłem niezrzeszonym - Bartłomiej Dorywalski – od 5 maja 2010, zastąpił Przemysława Gosiewskiego; do 29 listopada 2010, wybrany na burmistrza Włoszczowy - Tomasz Dudziński – do 23 listopada 2010, przeszedł do klubu Polska Jest Najważniejsza - Adam Gawęda – do 23 listopada 2010, przeszedł do klubu Polska Jest Najważniejsza - Grażyna Gęsicka – szef klubu PiS, do 10 kwietnia 2010, zginęła w katastrofie lotniczej - Zyta Gilowska – do 14 stycznia 2008, zrezygnowała z mandatu poselskiego - Marian Goliński – do 11 czerwca 2009, zginął w wypadku drogowym - Przemysław Gosiewski – do 10 kwietnia 2010, zginął w katastrofie lotniczej - Kazimierz Hajda – od 24 czerwca 2009, zastąpił Pawła Kowala; do 23 listopada 2010, przeszedł do klubu Polska Jest Najważniejsza - Elżbieta Jakubiak – do 5 listopada 2010, została posłem niezrzeszonym - Lucjan Karasiewicz – do 4 kwietnia 2008 (przeszedł do Polski XXI) i od 25 września 2010 do 3 grudnia 2010, przeszedł do klubu Polska Jest Najważniejsza - Wiesław Kilian – od 5 maja 2010, zastąpił Aleksandrę Natalli-Świat; do 23 listopada 2010, przeszedł do klubu Polska Jest Najważniejsza - Joanna Kluzik-Rostkowska – do 5 listopada 2010, została posłem niezrzeszonym - Longin Komołowski – do ok. 20 listopada 2007, został posłem niezrzeszonym - Paweł Kowal – do 10 czerwca 2009, wybrany na posła do Parlamentu Europejskiego - Piotr Krzywicki – do 13 grudnia 2007, został posłem niezrzeszonym - Jacek Kurski – do 10 czerwca 2009, wybrany na posła do Parlamentu Europejskiego - Jan Filip Libicki – od 22 stycznia 2008, zastąpił Zytę Gilowską; do 22 kwietnia 2009, został posłem niezrzeszonym - Wojciech Mojzesowicz – do 8 stycznia 2009 (został posłem niezrzeszonym) i od 23 czerwca 2010 do 23 listopada 2010, przeszedł do klubu Polska Jest Najważniejsza - Aleksandra Natalli-Świat – do 10 kwietnia 2010, zginęła w katastrofie lotniczej - Jan Ołdakowski – do 22 listopada 2010, został posłem niezrzeszonym - Zbysław Owczarski – od 24 czerwca 2009, zastąpił Zbigniewa Ziobrę; do 23 listopada 2010, przeszedł do klubu Polska Jest Najważniejsza - Jacek Pilch – do 21 listopada 2010, został posłem niezrzeszonym - Maciej Płażyński – do 18 listopada 2007, został posłem niezrzeszonym - Paweł Poncyljusz – do 20 listopada 2010, został posłem niezrzeszonym - Krzysztof Putra – wicemarszałek Sejmu, do 10 kwietnia 2010, zginął w katastrofie lotniczej - Jan Religa – do 29 sierpnia 2011, przeszedł do klubu Polska Jest Najważniejsza - Zbigniew Religa (Stronnictwo Konserwatywno-Ludowe) – do 8 marca 2009, zmarł - Aleksander Szczygło – do 15 stycznia 2009, został szefem BBN - Andrzej Sośnierz – do 3 grudnia 2010, przeszedł do klubu Polska Jest Najważniejsza - Jacek Tomczak – do 22 kwietnia 2009, został posłem niezrzeszonym - Andrzej Walkowiak – do 7 stycznia 2009 (przeszedł do Polski XXI) i od 25 września 2010 do 23 listopada 2010, przeszedł do klubu Polska Jest Najważniejsza - Zbigniew Wassermann – do 10 kwietnia 2010, zginął w katastrofie lotniczej - Stanisław Zając – do 22 czerwca 2008, wybrany do Senatu - Paweł Zalewski – do 14 grudnia 2007, został posłem niezrzeszonym - Zbigniew Ziobro – do 10 czerwca 2009, wybrany na posła do Parlamentu Europejskiego - Wojciech Żukowski – do 7 grudnia 2010, wybrany na burmistrza Tomaszowa Lubelskiego |

### SenatorowieVII kadencji
senator, okręg wyborczy
| - Jan Dobrzyński, Białystok - Bohdan Paszkowski, Białystok - Jerzy Chróścikowski, Chełm - Lucjan Cichosz, Chełm – od 8 lipca 2010 - Czesław Ryszka, Częstochowa - Sławomir Sadowski, Elbląg - Dorota Arciszewska-Mielewczyk, Gdynia / Słupsk - Piotr Kaleta, Kalisz / Leszno - Bronisław Korfanty, Katowice - Adam Massalski, Kielce - Zbigniew Cichoń, Kraków - Stanisław Piotrowicz, Krosno - Alicja Zając, Krosno – od 2 lipca 2010, wybrana w wyborach uzupełniających - Witold Idczak, Legnica / Jelenia Góra - Ryszard Bender, Lublin - Grzegorz Czelej, Lublin - Stanisław Gogacz (Ruch Odbudowy Polski), Lublin - Stanisław Kogut, Nowy Sącz - Tadeusz Skorupa, Nowy Sącz | - Wiesław Dobkowski, Piotrków Trybunalski - Grzegorz Wojciechowski, Piotrków Trybunalski - Stanisław Karczewski, Radom – szef klubu senatorów PiS - Wojciech Skurkiewicz, Radom - Tadeusz Gruszka, Rybnik - Kazimierz Jaworski, Rzeszów / Tarnobrzeg - Władysław Ortyl, Rzeszów / Tarnobrzeg - Zdzisław Pupa, Rzeszów / Tarnobrzeg - Henryk Górski, Siedlce - Waldemar Kraska, Siedlce - Krzysztof Majkowski, Siedlce - Przemysław Błaszczyk, Sieradz - Krzysztof Zaremba, Szczecin – od 3 sierpnia 2010, wybrany z ramienia Platformy Obywatelskiej - Kazimierz Wiatr, Tarnów - Maciej Klima, Tarnów - Piotr Andrzejewski, Warszawa - Zbigniew Romaszewski, Warszawa – wicemarszałek Senatu - Władysław Dajczak, Zielona Góra |

Inni senatorowie wybrani z ramienia PiS do Senatu VII kadencji:
| - Grzegorz Banaś, Kielce – do 23 lutego 2011, został senatorem niezrzeszonym - Janina Fetlińska, Płock / Ciechanów – do 10 kwietnia 2010, zginęła w katastrofie lotniczej - Norbert Krajczy, Opole – do 28 lutego 2011, przeszedł do Polskiego Stronnictwa Ludowego - Andrzej Mazurkiewicz, Krosno – szef klubu senatorów PiS, do 21 marca 2008, zmarł - Stanisław Zając, Krosno – szef klubu senatorów PiS – od 25 czerwca 2008, wybrany w wyborach uzupełniających; do 10 kwietnia 2010, zginął w katastrofie lotniczej |

### Posłowie doParlamentu EuropejskiegoVI kadencji
poseł, okręg wyborczy, liczba głosów
| - Adam Bielan, Kraków, 71 497 głosów – wiceprzewodniczący Parlamentu Europejskiego i szef delegacji PiS - Ryszard Czarnecki, Wrocław, 31 717 głosów – od 18 września 2008, wybrany z listy Samoobrony Rzeczpospolitej Polskiej - Hanna Foltyn-Kubicka, Gdańsk, 4528 głosów – od 7 grudnia 2005, zastąpiła Annę Fotygę - Urszula Krupa, Łódź, 27 901 głosów – od kwietnia 2009, wybrana z listy Ligi Polskich Rodzin, frakcja Niepodległość i Demokracja - Zbigniew Kuźmiuk, Warszawa II, 17 554 głosy – od kwietnia 2009, wybrany z listy Polskiego Stronnictwa Ludowego (poprzednio Stronnictwo „Piast”) - Marcin Libicki, Poznań, 40 028 głosów - Mirosław Piotrowski, Lublin, 48 365 głosów – od kwietnia 2009, wybrany z listy Ligi Polskich Rodzin - Wojciech Roszkowski, Katowice, 26 995 głosów - Konrad Szymański, Wrocław, 27 499 głosów - Ewa Tomaszewska, Warszawa I, 15 337 głosów – od 30 sierpnia 2007, zastąpiła Michała Kamińskiego |

Inni eurodeputowani PiS VI kadencji:
| - Anna Fotyga, Gdańsk, 25 994 głosy – do 22 listopada 2005, objęła stanowisko sekretarza stanu w Ministerstwie Spraw Zagranicznych - Mieczysław Janowski, Rzeszów, 31 192 głosy – do kwietnia 2009, związał się z Polskim Stronnictwem Ludowym - Michał Kamiński, Warszawa I, 99 702 głosy – szef delegacji PiS – do 6 sierpnia 2007, powołany na stanowisko sekretarza stanu w Kancelarii Prezydenta |

Wszyscy posłowie PiS (oprócz Urszuli Krupy) należeli w Parlamencie Europejskim VI kadencji do Unii na rzecz Europy Narodów.

### Posłowie naSejmV kadencji
Stan na koniec kadencji:
poseł, liczba głosów
| - Andrzej Adamczyk 1582 głosy - Waldemar Andzel 4257 głosów - Iwona Arent 2585 głosów – od 22 sierpnia 2006, zastąpiła Aleksandra Szczygłę - Marek Ast 4573 głosy – od 22 sierpnia 2006, zastąpił Kazimierza Marcinkiewicza - Jerzy Bielecki 4748 głosów - Jacek Bogucki 7189 głosów - Bogusław Bosak 2607 głosów - Joachim Brudziński 14 731 głosów - Teresa Ceglecka-Zielonka 5280 głosów - Józef Cepil 10 526 głosów – od 22 sierpnia 2007, wybrany z listy Samoobrony Rzeczpospolitej Polskiej - Aleksander Chłopek 5366 głosów - Zbigniew Chmielowiec 10 236 głosów - Daniela Chrapkiewicz 3657 głosów – od 6 grudnia 2005, zastąpiła Annę Fotygę - Piotr Cybulski 7332 głosy – od 19 stycznia 2006 do 17 października 2006 i od 27 kwietnia 2007, wybrany z listy Platformy Obywatelskiej - Tadeusz Cymański 23 518 głosów - Krzysztof Czarnecki 3406 głosów - Witold Czarnecki 12 826 głosów - Arkadiusz Czartoryski 14 753 głosy - Roman Czepe 4087 głosów - Edward Czesak 7529 głosów - Andrzej Ćwierz 6161 głosów - Andrzej Dera 7520 głosów - Leszek Dobrzyński 7136 głosów - Zbigniew Dolata 9880 głosów - Ludwik Dorn 39 929 głosów – marszałek Sejmu - Tomasz Dudziński 14 892 głosy - Jacek Falfus 27 698 głosów - Karolina Gajewska 4784 głosy - Zbigniew Girzyński 8734 głosy - Szymon Giżyński 15 840 głosów - Mieczysław Golba 5551 głosów - Marian Goliński 5408 głosów - Kazimierz Gołojuch 8245 głosów - Małgorzata Gosiewska 4251 głosów - Jerzy Gosiewski 3782 głosy - Przemysław Gosiewski 31 253 głosy – wiceprezes Rady Ministrów i przewodniczący Komitetu Stałego Rady Ministrów - Tomasz Górski 8664 głosy - Artur Górski 2850 głosów - Czesław Hoc 10 746 głosów - Adam Hofman 10 994 głosy - Michał Jach 5724 głosy - Dawid Jackiewicz 12 362 głosy – sekretarz stanu w Ministerstwie Skarbu Państwa - Jarosław Jagiełło 13 727 głosów - Grzegorz Janik 4417 głosów - Wojciech Jasiński 14 956 głosów – minister skarbu państwa - Jędrzej Jędrych 13 791 głosów - Krzysztof Jurgiel 42 920 głosów - Jarosław Kaczyński 171 129 głosów – prezes Rady Ministrów - Ryszard Kaczyński 7750 głosów - Lucjan Karasiewicz 6844 głosy - Karol Karski 2953 głosy – sekretarz stanu w Ministerstwie Spraw Zagranicznych - Beata Kempa 5378 głosów – sekretarz stanu w Ministerstwie Sprawiedliwości - Wiesław Kilian 7524 głosy - Izabela Kloc 5185 głosów - Sławomir Kłosowski 17 894 głosy – sekretarz stanu w Ministerstwie Edukacji Narodowej - Lech Kołakowski 6373 głosy - Robert Kołakowski 5335 głosów - Jacek Kościelniak 3765 głosów - Paweł Kowal 12 625 głosów – sekretarz stanu w Ministerstwie Spraw Zagranicznych - Henryk Kowalczyk 7211 głosów – sekretarz stanu w Ministerstwie Rolnictwa i Rozwoju Wsi - Zbigniew Kozak 7901 głosów - Maks Kraczkowski 10 458 głosów - Leonard Krasulski 7777 głosów - Elżbieta Kruk 28 535 głosów - Piotr Krzywicki 19 944 głosy - Marek Kuchciński 16 061 głosów – szef klubu PiS - Jacek Kurski 26 446 głosów - Tomasz Latos 10 059 głosów - Jan Filip Libicki 17 503 głosy - Krzysztof Lipiec 4697 głosów - Adam Lipiński 17 857 głosów – sekretarz stanu w KPRM - Andrzej Liss 5674 głosy - Marek Łatas 9549 głosów - Krzysztof Maciejewski 6597 głosów - Tadeusz Madziarczyk 8068 głosów - Ewa Malik 16 537 głosów - Barbara Marianowska 12 498 głosów - Tomasz Markowski 17 097 głosów - Mirosława Masłowska 7675 głosów - Jerzy Materna 5371 głosów - Marek Matuszewski 4806 głosów - Kazimierz Matuszny 9033 głosy - Beata Mazurek 7012 głosów - Krzysztof Michałkiewicz 11 246 głosów - Krzysztof Mikuła 10 208 głosów - Henryk Młynarczyk 13 633 głosy – od 27 kwietnia 2007, wybrany z listy Samoobrony Rzeczpospolitej Polskiej - Wojciech Mojzesowicz 12 601 głosów – minister rolnictwa i rozwoju wsi - Halina Molka 3706 głosów – od 4 września 2007, wybrana z listy Samoobrony Rzeczpospolitej Polskiej - Kazimierz Moskal 9541 głosów - Arkadiusz Mularczyk 9566 głosów - Aleksandra Natalli-Świat 5068 głosów - Maria Nowak 9866 głosów - Halina Olendzka 5386 głosów – sekretarz stanu w Ministerstwie Pracy i Polityki Społecznej - Dariusz Olszewski 5797 głosów - Jan Ołdakowski 3939 głosów - Marek Opioła 5301 głosów - Stanisław Ożóg 16 922 głosy - Anna Pakuła-Sacharczuk 8675 głosów - Anna Paluch 9547 głosów - Robert Pantera 4787 głosów - Bolesław Piecha 23 887 głosów – sekretarz stanu w Ministerstwie Zdrowia - Stanisław Pięta 7240 głosów - Jerzy Polaczek 39 335 głosów – minister transportu - Marek Polak 6014 głosów - Paweł Poncyljusz 4232 głosy – sekretarz stanu w Ministerstwie Gospodarki - Adam Puza 5213 głosów - Adam Rogacki 6905 głosów - Józef Rojek 13 409 głosów - Giovanni Roman 4373 głosy - Andrzej Ruciński 2366 głosów – od 27 kwietnia 2007, wybrany z listy Samoobrony Rzeczpospolitej Polskiej - Jarosław Rusiecki 4009 głosów - Monika Ryniak 2193 głosów - Małgorzata Sadurska 6988 głosów – sekretarz stanu w KPRM - Dariusz Seliga 5251 głosów - Jarosław Sellin 18 097 głosów – sekretarz stanu w Ministerstwie Kultury i Dziedzictwa Narodowego - Edward Siarka 10 778 głosów - Jarosław Stawiarski 4743 głosy – od 15 lutego 2006, zastąpił Elżbietę Kruk - Małgorzata Stryjska 12 791 głosów - Marek Surmacz 8386 głosów - Marek Suski 12 018 głosów - Wojciech Szarama 9280 głosów - Aleksander Szczygło 19 006 głosów - Jolanta Szczypińska 20 270 głosów - Andrzej Szlachta 13 824 głosy - Bartłomiej Szrajber 2176 głosów – od 12 lipca 2006, zastąpił Mariusza Kamińskiego - Stanisław Szwed 10 006 głosów - Beata Szydło 14 447 głosów - Jan Szyszko 7042 głosy – minister środowiska - Witold Śmiałek 1157 głosów – od 29 listopada 2007, zastąpił Barbarę Bubulę - Krzysztof Tchórzewski 8516 głosów – sekretarz stanu w Ministerstwie Gospodarki - Grzegorz Tobiszowski 7662 głosy - Jacek Tomczak 17 991 głosów - Kazimierz Michał Ujazdowski 46 736 głosów – minister kultury i dziedzictwa narodowego - Mieczysław Walkiewicz 4634 głosy - Andrzej Walkowiak 5203 głosy - Zbigniew Wassermann 16 325 głosów – minister-członek RM i koordynator służb specjalnych - Ryszard Wawryniewicz 7663 głosy - Waldemar Wiązowski 9751 głosów - Jadwiga Wiśniewska 6131 głosów - Tadeusz Wita 4656 głosów - Elżbieta Witek 7476 głosów - Michał Wojtkiewicz 8846 głosów - Tadeusz Woźniak 5396 głosów - Michał Wójcik 7428 głosów - Marzena Wróbel 7524 głosy - Stanisław Zając 25 225 głosów - Paweł Zalewski 14 068 głosów - Sławomir Zawiślak 5860 głosów - Łukasz Zbonikowski 7209 głosów - Jarosław Zieliński 1578 głosów - Zbigniew Ziobro 120 188 głosów – minister sprawiedliwości i prokurator generalny - Maria Zuba 3397 głosów - Jan Zubowski 5813 głosów - Jarosław Żaczek 6246 głosów – sekretarz stanu w Ministerstwie Rolnictwa i Rozwoju Wsi |

Inni posłowie PiS w Sejmie V kadencji:
| - Małgorzata Bartyzel 8333 głosy – do 24 kwietnia 2007, została posłem niezrzeszonym - Barbara Bubula 2832 głosy – do 26 września 2007, powołana na członka Krajowej Rady Radiofonii i Telewizji - Roman Czepe 4087 głosów – do 26 listopada 2006, wybrany na burmistrza Łap - Hanna Foltyn-Kubicka 5725 głosów – do 6 grudnia 2005, objęła mandat posła do Parlamentu Europejskiego - Marek Jurek 18 508 głosów – do 24 kwietnia 2007, został posłem niezrzeszonym - Ryszard Kaczyński 7750 głosów – do 23 maja 2006, został posłem niezrzeszonym - Mariusz Kamiński 9142 głosy – do 5 lipca 2006, powołany na szefa CBA - Dariusz Kłeczek 16 668 głosów – do 24 kwietnia 2007, został posłem niezrzeszonym - Elżbieta Kruk 28 535 głosów – do 31 maja 2006, powołana na członka Krajowej Rady Radiofonii i Telewizji - Alojzy Lysko 6581 głosów – do 12 września 2007, został posłem niezrzeszonym - Kazimierz Marcinkiewicz 19 305 głosów – do 20 lipca 2006, powołany na p.o. prezydenta Warszawy - Antoni Mężydło 16 229 głosów – do 19 września 2007, został posłem niezrzeszonym - Stanisława Okularczyk 12 016 głosów – do 10 marca 2006, przeszła do Platformy Obywatelskiej - Marian Piłka 14 761 głosów – do 24 kwietnia 2007, został posłem niezrzeszonym - Adam Puza 5213 głosów – do 12 listopada 2006, wybrany do sejmiku warmińsko-mazurskiego - Józef Rojek 13 409 głosów – do 12 listopada 2006, wybrany na radnego Tarnowa - Andrzej Sośnierz 54 876 głosów – od 19 stycznia 2006 do 8 września 2006, powołany na prezesa NFZ, wybrany z listy Platformy Obywatelskiej - Aleksander Szczygło 19 006 głosów – do 2 sierpnia 2006, powołany na szefa Kancelarii Prezydenta - Lucyna Wiśniewska 10 846 głosów – do 26 kwietnia 2007, została posłem niezrzeszonym - Artur Zawisza 10 093 głosy – do 24 kwietnia 2007, został posłem niezrzeszonym - Jan Zubowski 5813 głosów – do 26 listopada 2006, wybrany na prezydenta Głogowa |

### SenatorowieVI kadencji
senator, okręg wyborczy
| - Krzysztof Putra, Białystok – wicemarszałek Senatu i szef klubu senatorów PiS - Janusz Gałkowski, Bielsko-Biała - Radosław Sikorski, Bydgoszcz - Kosma Złotowski, Bydgoszcz - Jerzy Chróścikowski, Chełm - Jarosław Lasecki, Częstochowa – wybrany z ramienia Nowego Senatu 2005 - Czesław Ryszka, Częstochowa - Sławomir Sadowski, Elbląg - Anna Kurska, Gdańsk - Dorota Arciszewska-Mielewczyk, Gdynia / Słupsk - Antoni Szymański, Gdynia / Słupsk - Zbigniew Trybuła, Kalisz / Leszno - Bronisław Korfanty, Katowice - Adam Massalski, Kielce - Jacek Włosowicz, Kielce - Marek Waszkowiak, Konin / Gniezno - Paweł Michalak, Koszalin - Piotr Boroń, Kraków – do 18 września 2007, powołany na członka Krajowej Rady Radiofonii i Telewizji - Ryszard Legutko, Kraków – minister edukacji narodowej i wicemarszałek Senatu - Andrzej Mazurkiewicz, Krosno - Stanisław Piotrowicz, Krosno - Tadeusz Lewandowski, Legnica / Jelenia Góra - Rafał Ślusarz, Legnica / Jelenia Góra - Krzysztof Cugowski, Lublin - Roman Wierzbicki (Porozumienie Ludowo-Patriotyczne), Lublin | - Elżbieta Rafalska, Zielona Góra / Gorzów Wielkopolski - Elżbieta Więcławska-Sauk, Łódź - Stanisław Kogut, Nowy Sącz - Jerzy Szmit, Olsztyn - Jarosław Chmielewski, Opole - Zbigniew Rau, Piotrków Trybunalski - Janina Fetlińska, Płock / Ciechanów - Przemysław Alexandrowicz, Poznań - Stanisław Karczewski, Radom - Jerzy Szymura, Rybnik - Władysław Ortyl, Rzeszów / Tarnobrzeg - Henryk Górski, Siedlce - Andrzej Kawecki, Siedlce - Dariusz Górecki, Sieradz - Czesław Rybka, Sieradz - Czesław Żelichowski, Sosnowiec - Jacek Sauk, Szczecin - Kazimierz Wiatr, Tarnów - Józef Łyczak, Toruń / Włocławek - Mieczysław Szyszka, Wałbrzych - Zbigniew Romaszewski, Warszawa - Ewa Tomaszewska, Warszawa – do 30 sierpnia 2007, objęła mandat posła do Parlamentu Europejskiego - Piotr Andrzejewski, Warszawa - Andrzej Jaroch, Wrocław |

### Posłowie naSejmIV kadencji
Stan na koniec kadencji:
poseł, okręg wyborczy, liczba głosów
| - Dorota Arciszewska-Mielewczyk, Gdynia, 5758 głosów – od 6 października 2004, wybrana z listy Platformy Obywatelskiej - Anna Borucka-Cieślewicz, Poznań, 2728 głosów – od 24 czerwca 2004, zastąpiła Marcina Libickiego - Wojciech Borzuchowski, Białystok, 1468 głosów – od 18 czerwca 2004, zastąpił Michała Kamińskiego - Tadeusz Cymański, Gdańsk, 1071 głosów - Andrzej Diakonow, Opole, 2990 głosów - Ludwik Dorn, Warszawa II, 17 482 głosy – szef klubu PiS - Jacek Falfus, Bielsko-Biała, 8483 głosy - Józef Fortuna, Chrzanów, 3111 głosów – od 24 czerwca 2004, zastąpił Adama Bielana - Szymon Giżyński, Częstochowa, 6878 głosów - Przemysław Gosiewski, Kielce, 7348 głosów - Wojciech Jasiński, Płock, 5595 głosów - Marek Jurek, Rzeszów, 14 256 głosów - Jarosław Kaczyński, Warszawa I, 144 343 głosy - Mariusz Kamiński, Warszawa I, 5257 głosów - Wacław Klukowski, Szczecin, 7914 głosów – od 18 stycznia 2005, wybrany z listy Samoobrony Rzeczpospolitej Polskiej - Elżbieta Kruk, Lublin, 17 478 głosów - Piotr Krzywicki, Sieradz, 6481 głosów - Marek Kuchciński, Krosno, 4741 głosów - Adam Lipiński, Legnica, 7932 głosy - Andrzej Liss, Gdańsk, 530 głosów – od 21 listopada 2002, zastąpił Lecha Kaczyńskiego - Kazimierz Marcinkiewicz, Zielona Góra, 8367 głosów - Barbara Marianowska, Tarnów, 6291 głosów - Tomasz Markowski, Bydgoszcz, 7047 głosów - Antoni Mężydło, Toruń, 4686 głosów - Hanna Mierzejewska, Warszawa I, 771 głosów - Wojciech Mojzesowicz, Bydgoszcz, 14 870 głosów – od 18 stycznia 2005, wybrany z listy Samoobrony Rzeczpospolitej Polskiej - Maria Nowak, Katowice, 4425 głosów - Ryszard Nowak, Nowy Sącz, 7691 głosów - Bolesław Piecha, Rybnik, 4654 głosy - Marian Piłka, Siedlce, 9659 głosów - Jerzy Polaczek, Katowice, 18 672 głosy - Paweł Poncyljusz, Warszawa I, 1138 głosów - Jacek Sauk, Szczecin, 8693 głosy - Małgorzata Stryjska, Poznań, 4488 głosów - Marek Suski, Radom, 3552 głosy - Wojciech Szarama, Gliwice, 7303 głosy - Aleksander Szczygło, Olsztyn, 5536 głosów - Jolanta Szczypińska, Gdynia, 3501 głosów – od 30 marca 2004, zastąpiła Wiesława Walendziaka - Bartłomiej Szrajber, Warszawa I, 736 głosów - Kazimierz Michał Ujazdowski, Wrocław, 25 871 głosów – wicemarszałek Sejmu - Zbigniew Wassermann, Kraków, 9578 głosów - Elżbieta Więcławska-Sauk, Łódź, 13 186 głosów - Artur Zawisza, Warszawa II, 5648 głosów - Jarosław Zieliński, Białystok, 8337 głosów – od 23 października 2003, zastąpił Krzysztofa Jurgiela - Zbigniew Ziobro, Kraków, 36 309 głosów |

Inni posłowie klubu PiS w Sejmie IV kadencji:
poseł, okręg wyborczy, liczba głosów, przynależność na końcu kadencji
| - Adam Bielan, Chrzanów, 7063 głosy – do 16 czerwca 2004, wybrany na posła do Parlamentu Europejskiego - Krzysztof Jurgiel, Białystok, 14 355 głosów – do 12 października 2003, wybrany do Senatu - Lech Kaczyński, Gdańsk, 53 236 głosów – do 10 listopada 2002, wybrany na prezydenta miasta stołecznego Warszawa - Michał Kamiński, Białystok, 11 035 głosów – do 16 czerwca 2004, wybrany na posła do Parlamentu Europejskiego - Marcin Libicki, Poznań, 23 300 głosów – do 16 czerwca 2004, wybrany na posła do Parlamentu Europejskiego - Andrzej Mańka, Lublin, 5635 głosów – do 8 maja 2002, przeszedł do Ligi Polskich Rodzin - Marek Muszyński, Wrocław, 2915 głosów – do 29 lipca 2005, został posłem niezrzeszonym - Wiesław Walendziak, Gdynia, 16 814 głosów – do 15 marca 2004, zrezygnował z mandatu poselskiego |

### SenatorowieV kadencji
senator (komitet wyborczy), okręg wyborczy, liczba głosów
| - Krzysztof Jurgiel (Komitet Wyborczy Prawo i Sprawiedliwość), Białystok, 18 198 głosów – od 22 października 2003, wybrany w wyborach uzupełniających - Anna Kurska (Komitet Wyborczy Wyborców i Sympatyków Lecha Kaczyńskiego), Gdańsk, 142 461 głosów |

### Posłowie naSejmIII kadencji
Posłowie tworzący Klub Parlamentarny „Prawo i Sprawiedliwość” (od 7 lipca do 18 października 2001):
poseł (przynależność partyjna), okręg wyborczy, liczba głosów
| - Adam Bielan (Przymierze Prawicy), Warszawa I, 886 głosów - Tadeusz Cymański (Przymierze Prawicy), Elbląg, 7428 głosów - Ludwik Dorn (PiS), Warszawa II, 1012 głosów - Krzysztof Jurgiel (PiS), Białystok, 55 100 głosów - Jarosław Kaczyński (PiS), Warszawa I, 8107 głosów - Mariusz Kamiński (Przymierze Prawicy), Warszawa I, 5399 głosów - Michał Kamiński (Przymierze Prawicy), Łomża, 20 806 głosów - Zdzisława Kobylińska (Przymierze Prawicy), Suwałki, 12 309 głosów - Marcin Libicki (Przymierze Prawicy), Poznań, 9118 głosów - Kazimierz Marcinkiewicz (Przymierze Prawicy), Gorzów Wielkopolski, 9428 głosów – szef klubu PiS - Witold Nieduszyński (Stronnictwo Pracy, członek Zespołu Parlamentarnego Przymierze Prawicy), Kielce, 411 głosów - Marian Piłka (Przymierze Prawicy), Siedlce, 15 274 głosy - Jerzy Polaczek (Przymierze Prawicy), Katowice, 6675 głosów - Grzegorz Schreiber (Przymierze Prawicy), Bydgoszcz, 11 786 głosów - Grażyna Sołtyk (bezpartyjna, członek Zespołu Parlamentarnego Przymierze Prawicy), Włocławek, 4771 głosów - Mirosław Styczeń (Przymierze Prawicy), Bielsko-Biała, 12 838 głosów - Kazimierz Michał Ujazdowski (Przymierze Prawicy), Wrocław, 12 172 głosy - Wiesław Walendziak (Przymierze Prawicy), Elbląg, 12 609 głosów |

Posłowie klubu AWS, będący członkami Zespołu Parlamentarnego Przymierze Prawicy, którzy nie weszli w skład Klubu Parlamentarnego PiS:
poseł, okręg wyborczy, liczba głosów
| - Jan Maria Jackowski, Warszawa II, 37 239 głosów - Stefan Niesiołowski, Łódź, 17 455 głosów - Tomasz Szyszko, Konin, 3489 głosów |

### SenatorowieIV kadencji
Senatorowie klubu AWS, kandydujący w 2001 z listy Blok Senat 2001, z rekomendacji PiS:
senator, okręg wyborczy, liczba głosów
| - Jan Chodkowski, Ostrołęka, 37 689 głosów - Stanisław Cieśla, Sieradz, 37 459 głosów - Krystyna Czuba, Łomża, 54 987 głosów - Stefan Jurczak, Kraków, 220 805 głosów - Krzysztof Lipiec, Kielce, 96 206 głosów - Stanisław Marczuk, Białystok, 108 581 głosów - Jerzy Masłowski, Chełm, 25 959 głosów |

Senator klubu AWS, kandydujący w 2001 z listy PiS do Sejmu:
senator, okręg wyborczy, liczba głosów
| - Jacek Sauk, Szczecin, 104 949 głosów |